# Трёхколёсный автомобиль

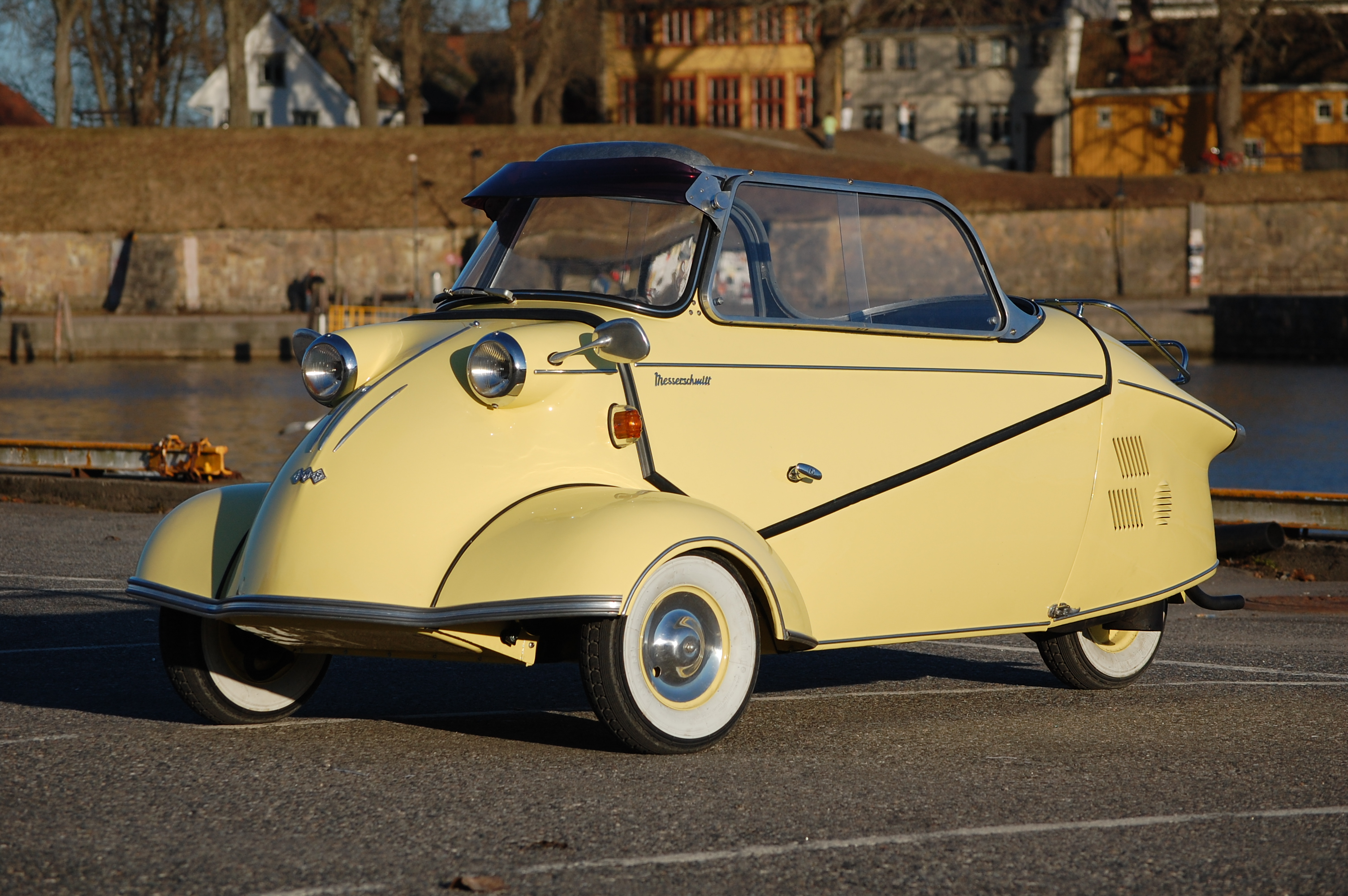

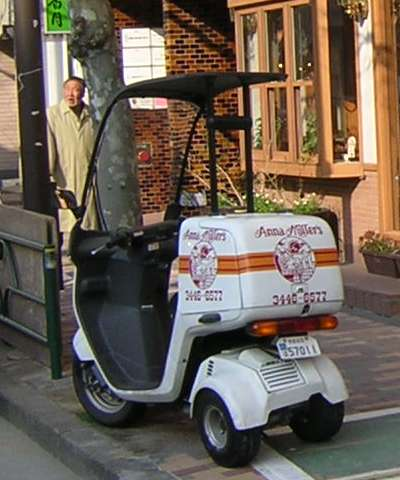
Honda Gyro Canopy

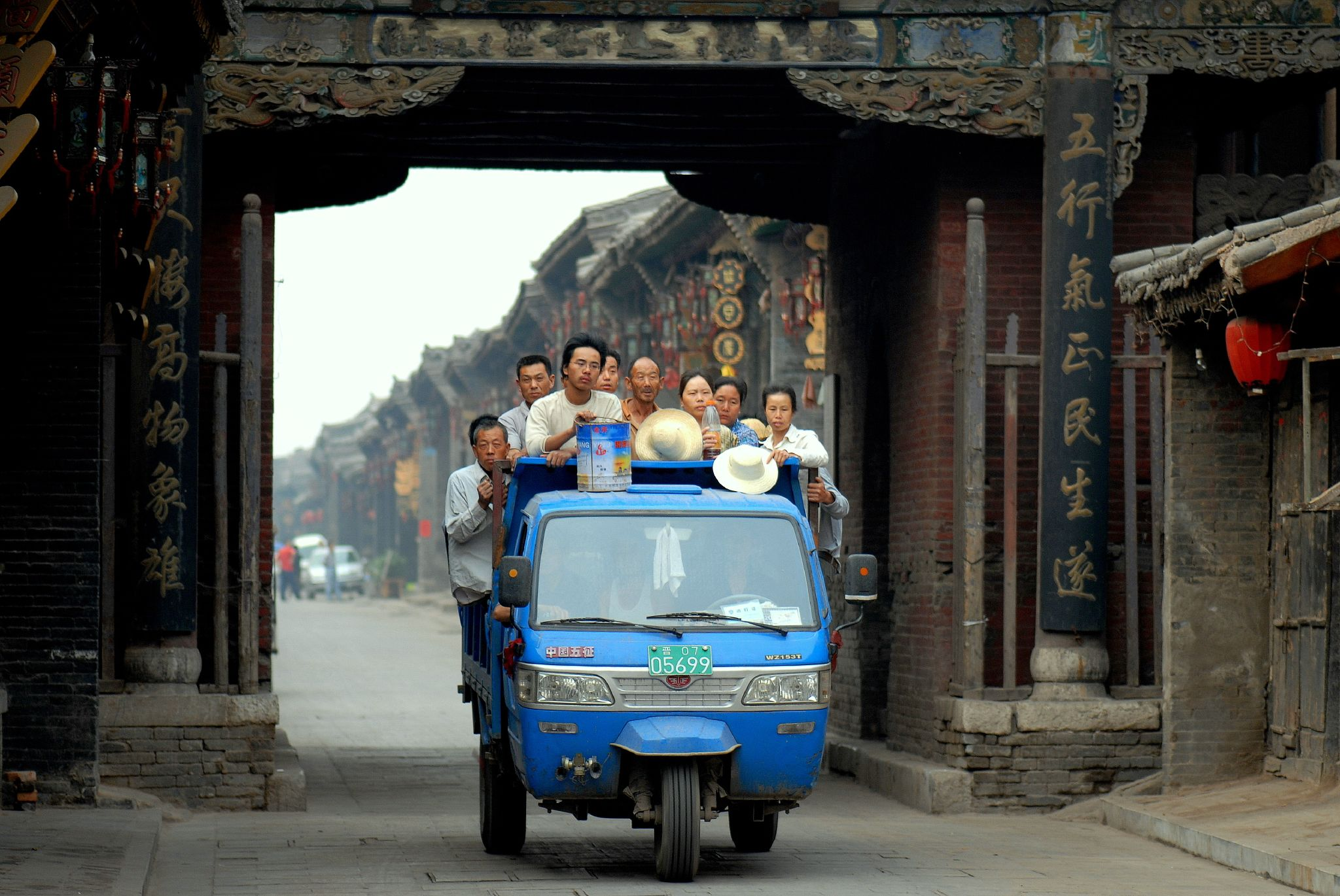
Трёхколёсный грузовик в Китае, используемый в качестве маршрутного такси.

Трёхколёсный автомобиль — автомобиль с тремя колёсами, расположенными равнобедренным треугольником, с центральным колесом либо впереди либо сзади. Такая компоновка позволяет использовать недорогие мотоциклетные компоненты при создании автомобиля или мотоколяски. Одним из немногих примеров успешного компромисса является небольшой японский трёхколёсный мотороллер Honda Gyro с задней тележкой, оборудованной механизмом перекоса. Хотя конечно полноценным автомобилем такая машина не является.
В случае же использования такой компоновки в полноразмерных грузовых автомобилях центральное колесо зачастую поворачивается на 180 градусов, что обеспечивает минимальный радиус разворота машины. Примером такой конструкции является Vervaet Track Trike (англ. Track Trike — буквально «гусеничный трицикл»).

## Варианты компоновки

На иллюстрации изображены: вектор начальной скорости для трёх автомобилей и соответствующее угловое смещение от начальных положений колёс, необходимое для изменения направления вектора начальной скорости на одну и ту же величину при повороте с использованием различных конфигураций рулевого механизма трёхколёсного автомобиля

Элементы компоновки трёхколёсного автомобиля составляются в первую очередь расположением третьего колеса и распределением функций управляемых и ведущих колёс. Соответственно, трёхколёсные автомобили могут быть разделены:
По расположению колёс:
- С двумя колёсами на передней оси и одним задним;
- С одним передним колесом и двумя на задней оси;

По типу привода:
- С приводом на единственное переднее колесо;
- С приводом на единственное заднее колесо;
- С приводом на оба передних колеса;
- С приводом на оба задних колеса;

По типу рулевого управления:
- С единственным передним управляемым колесом и рулевым управлением мотоциклетного или автомобильного (с редуктором) типа;
- С двумя передними управляющими колёсами и рулевым управлением автомобильного типа;
- С единственным задним управляемым колесом.Трёхколёсный автомобиль с приводом на единственное переднее колесо, являющееся также управляемымТрёхколёсный автомобиль по схеме с двумя управляемыми колёсами спереди и приводом на единственное заднее — кузов грузовых модификаций обычно приходится размещать впереди места водителя

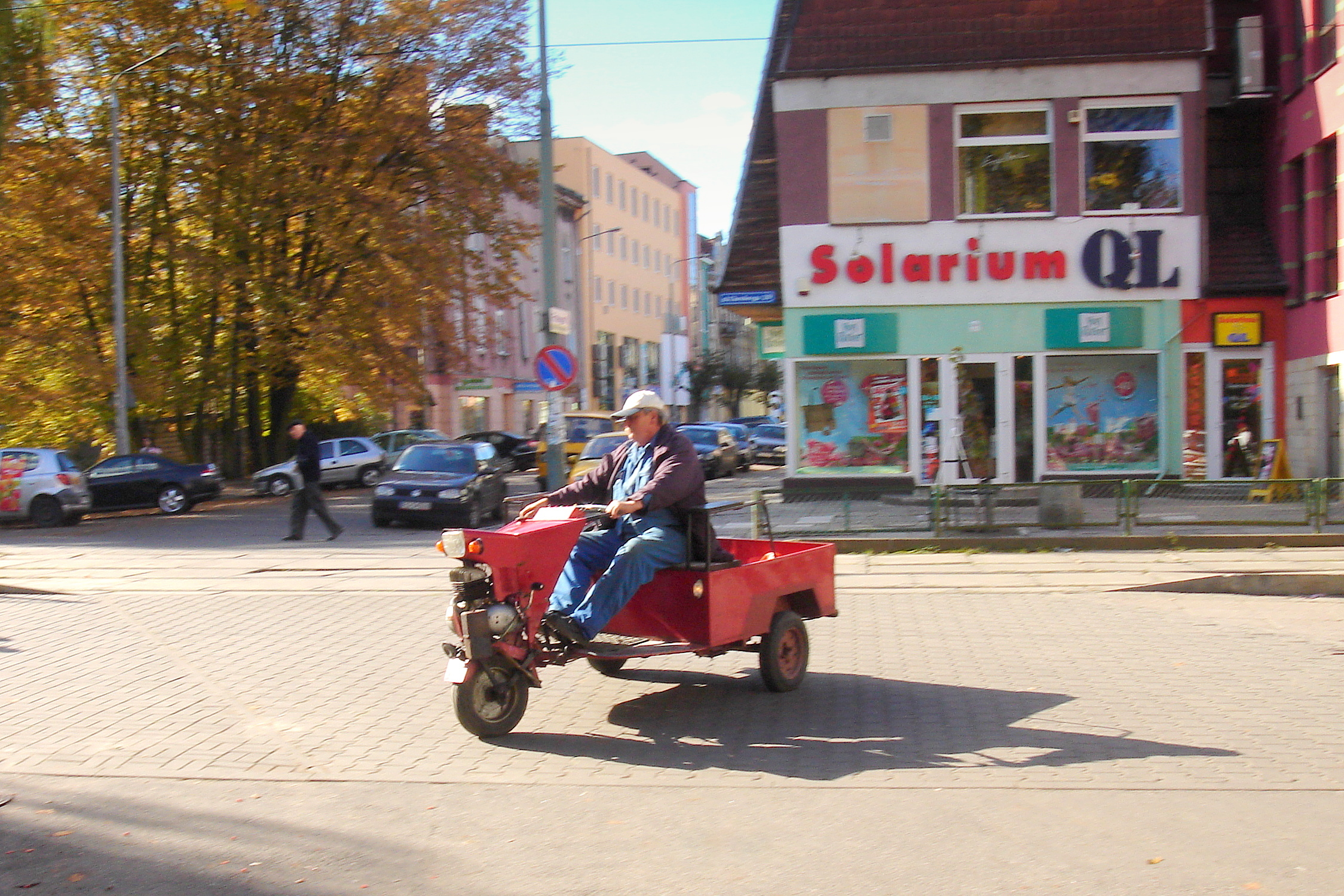
Трёхколёсный автомобиль с приводом на единственное переднее колесо, являющееся также управляемым

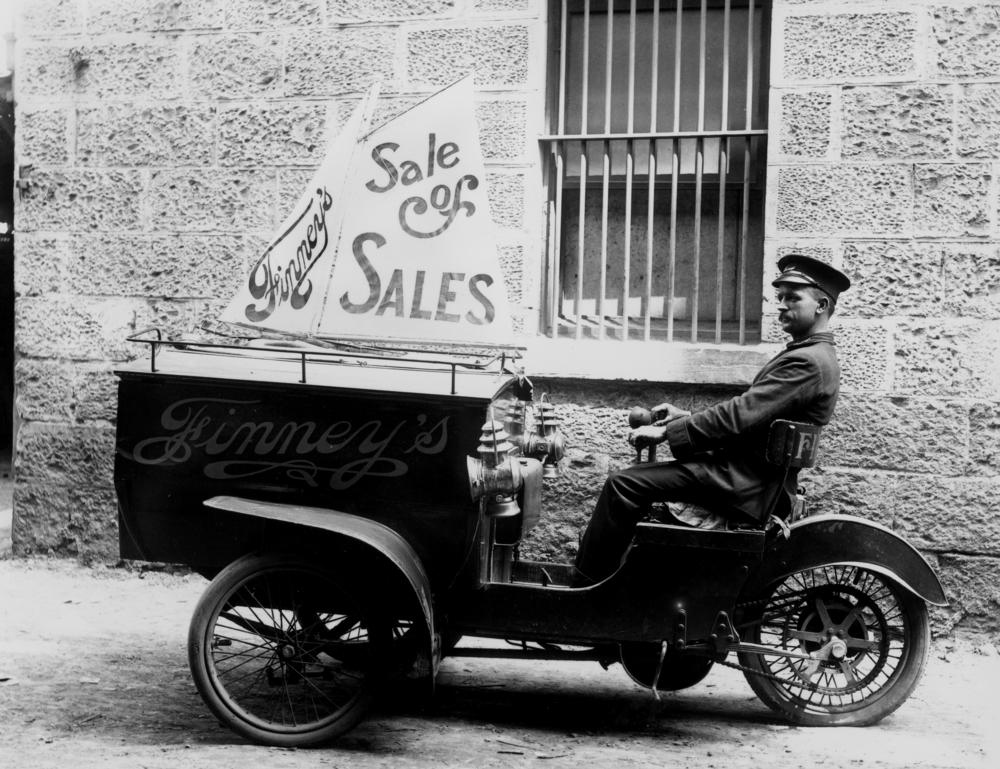
Трёхколёсный автомобиль по схеме с двумя управляемыми колёсами спереди и приводом на единственное заднее — кузов грузовых модификаций обычно приходится размещать впереди места водителя

На практике большинство таких автомобилей было построено либо по схеме с двумя управляемыми колёсами спереди и приводом на единственное заднее («Morgan Motor Company», «Velorex (трицикл)»), либо с приводом на единственное переднее колесо, являющееся также управляемым (Phänomobil, Borgward-Goliath, Bond Minicar). Обе схемы обеспечивают достаточно высокую устойчивость автомобиля — первая за счёт наличия на передней оси двух колёс, вторая — за счёт стабилизирующего воздействия переднего ведущего колеса. В первом случае возникает возможность применить недорогую агрегатную базу от мотоцикла, отсутствует дифференциал, что позволяет добиться низкой себестоимости и малой массы конструкции, но при этом затруднено создание грузовых модификаций — кузов обычно приходится размещать впереди места водителя. Во втором — двигатель объединяется в один агрегат с передней подвеской, что ограничивает его рабочий объём и массу, но упрощает конструкцию рулевого управления, а также позволяет добиться исключительной манёвренности за счёт возможности поворота ведущего переднего колеса в пределах 180°, что ценно для некоторых специфических видов транспорта, вроде городского развозного фургона.
Схема с двумя колёсами на передней оси, как правило — ведущими, и одним управляемым задним допустима для малоскоростных автомобилей, но применяется редко, во многом из-за сложной и ненадёжной конструкции рулевого привода. Применялась, в частности, на Dymaxion и автомобиле Л. И. Лиса с его многочисленными потомками (первый в СССР переднеприводной автомобиль).
Схема с одним колесом спереди и приводом на два задних получается невыгодной с точки зрения устойчивости и даже опасной, особенно в сочетании с заднемоторной компоновкой, что подтвердил, в частности, крайне негативный опыт эксплуатации в СССР мотоколясок типа С1Л, которые в модификации с мало-мальски мощным мотором оказались по сути непригодными для перемещения по дорогам общего пользования из-за неприемлемо высокой склонности к опрокидыванию. ГАИ даже была запрещена регистрация самодельных трёхколёсных автомобилей с одним колесом спереди как небезопасных. Все построенные по этой схеме машины были малоскоростными и имели низкие показатели устойчивости и управляемости (С1Л, Thundersley Invacar, Reliant Regal, грузовые мотороллеры).
Компоновка с двумя ведущими и управляемыми передними колёсами является наиболее технически совершенной для трёхколёсного автомобиля, но при этом — и наиболее дорогой в производстве (из-за необходимости совмещения управления и привода в одном узле), лишь немного дешевле полноценного четырёхколёсного переднеприводного автомобиля, при этом сохраняя все общие недостатки трёхколёсного. Из-за этого такая компоновка практически не используется (поводом для использования такого конструктивного решения может быть лишь наличие на рынке специфических законодательных ограничений, например значительного снижения налогового бремени на владельце по сравнению с четырёхколёсным автомобилем и иных льгот).
Вместо одного колеса могут применяться два с очень малой колеёй, поставленные практически вплотную друг у другу. Новые перспективы для трёхколёсных автомобилей открывает использование электрической тяги и, в частности, мотор-колеса, снимающего многие ограничения, стоящие на пути конструктора машины такого типа с традиционной трансмиссией.

## История

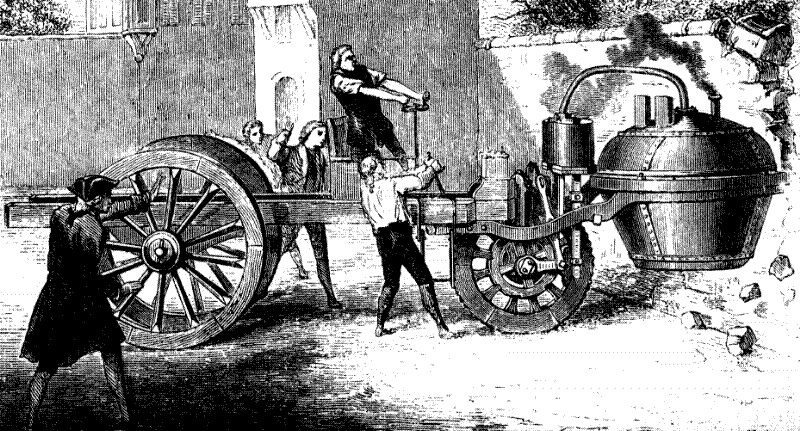
Николя-Жозеф Кюньо демонстрирует свою fardier à vapeur (паровую телегу), экспериментальный паровой артиллерийский тягач (прототип парового грузовика).

В 1769 году французский изобретатель Кюньо испытал первый трёхколёсный автомобиль — образец машины с паровым двигателем, известный как «малая телега Кюньо» (первый прошедший испытания образец выставлен в Musée des arts et métiers), а в 1770 году — «большую телегу Кюньо». Сам изобретатель назвал её «Огненная телега» — она предназначалась для буксировки артиллерийских орудий.

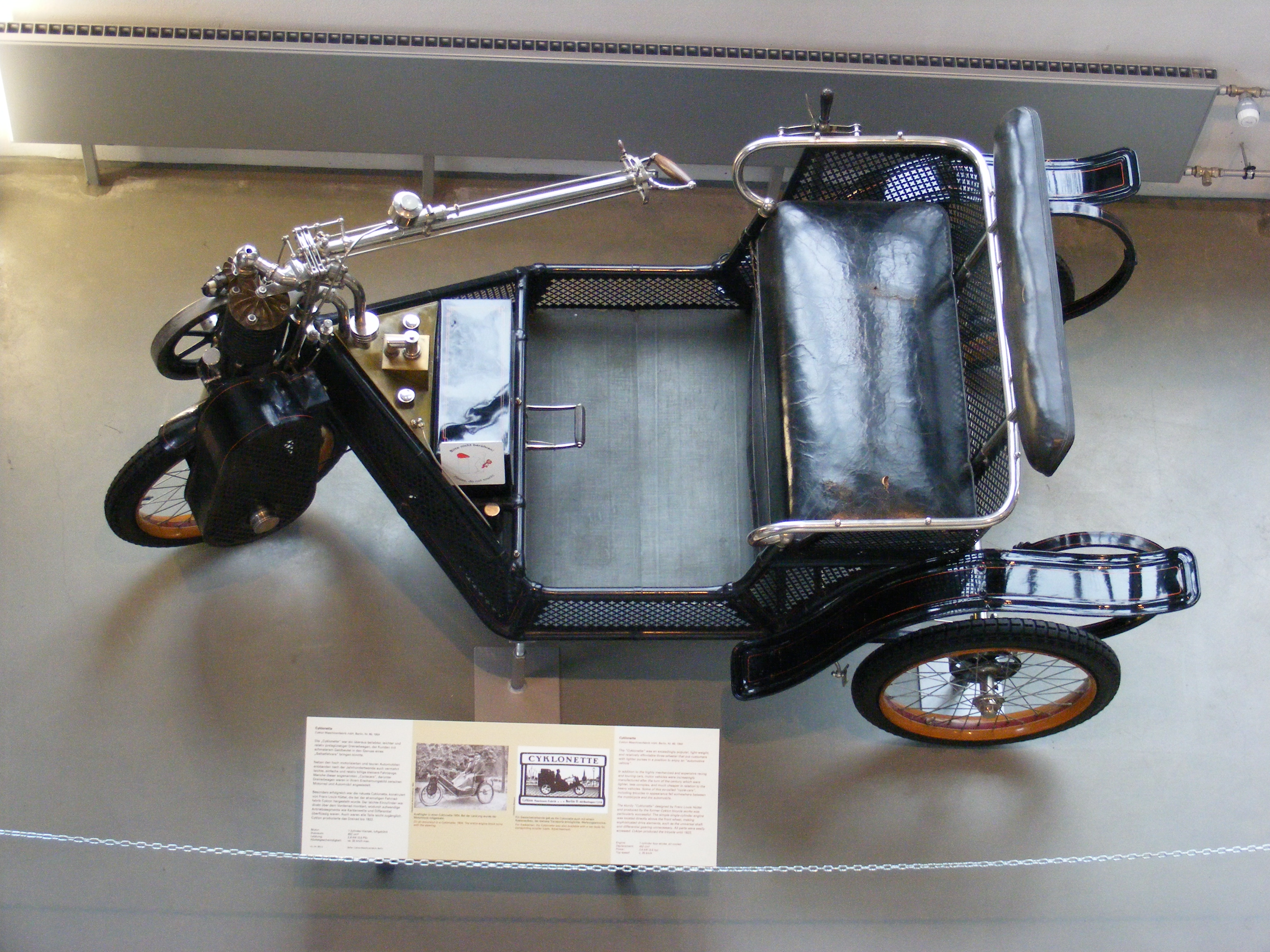
Мотоколяска Cyklonette. Германия, 1904 год.

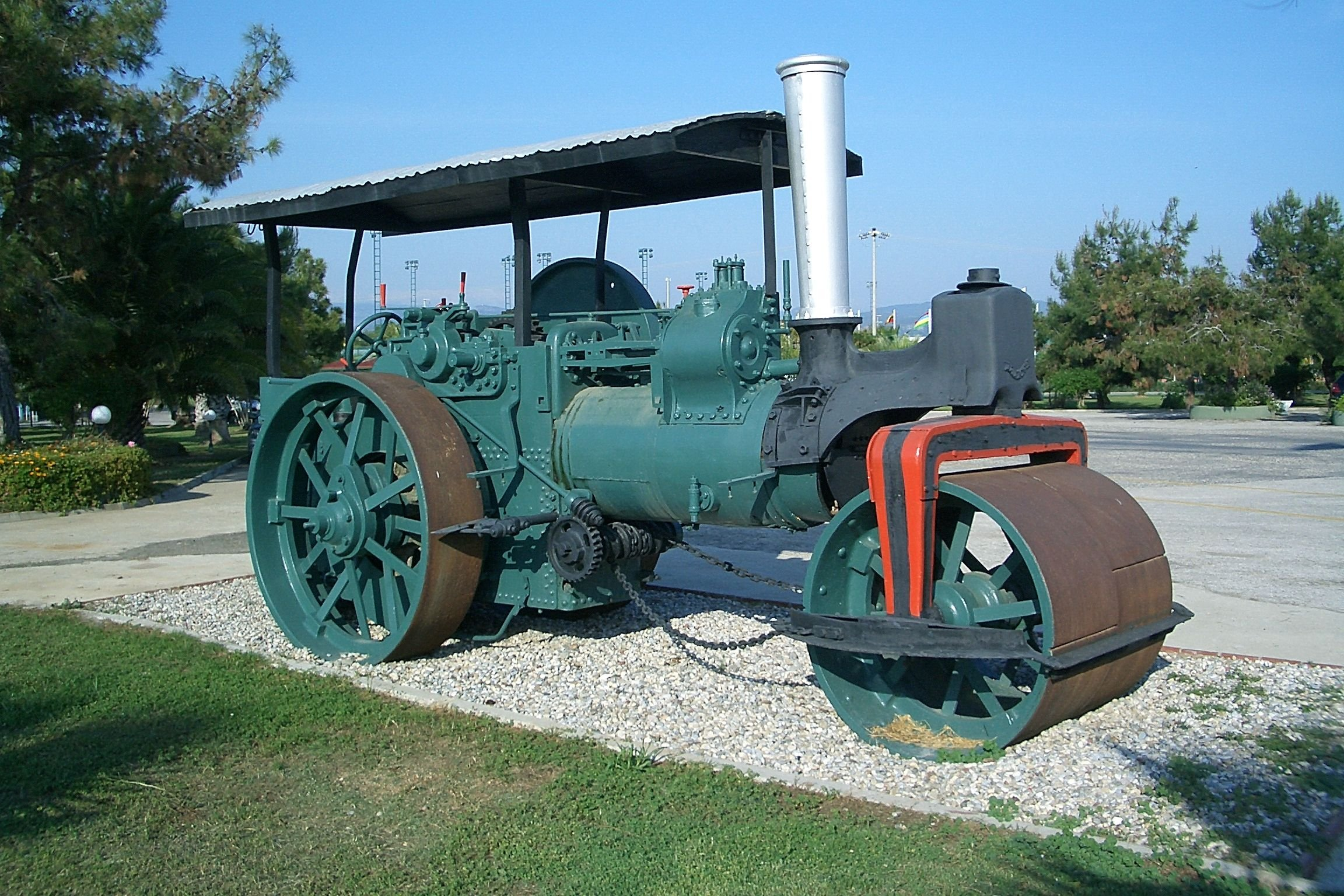
Паровой каток, 1902 год.

Второй вариант был построен и испытан в конце 1770 года, но в декабре того же года изобретатель и заказчик были отправлены в ссылку как сторонники оппозиции. Эти разработки предназначались для транспортировки тяжёлых военных грузов (пушек) и представляли собой скорее паровой автомобиль. Впоследствии было выпущено множество трёхколёсных локомобилей. Некоторые первые автомобили, включая автомобиль Бенца, также были трёхколёсными, причём некоторый из них по конструкции дословно повторяли «паровую телегу» Кюньо (см. иллюстрацию).
Между тем, уже к началу XX века для автомобиля с двигателем внутреннего сгорания прочно утвердилась в качестве основной четырёхколёсная схема.

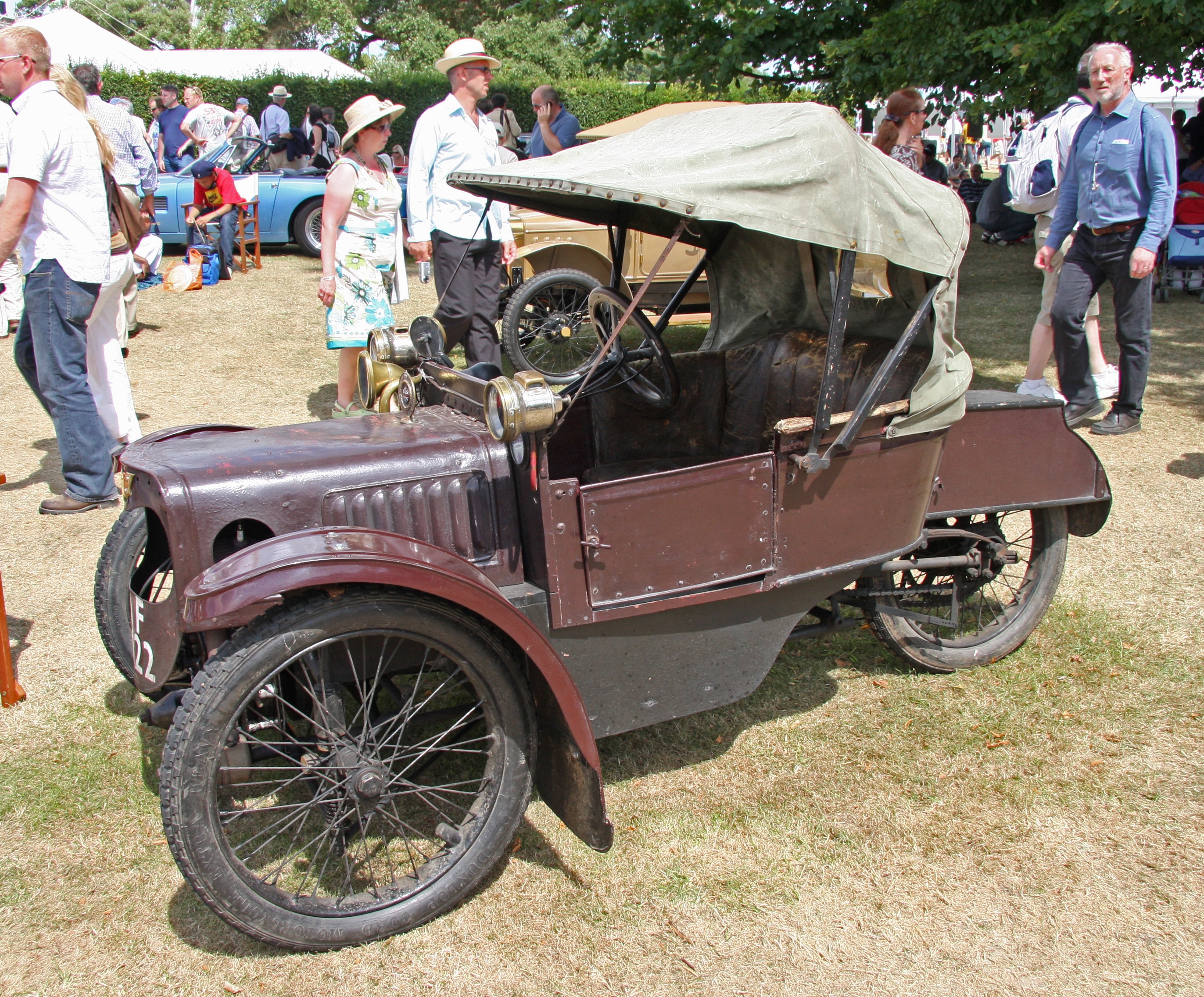
Morgan Runabout DeLuxe модели 1912 года.
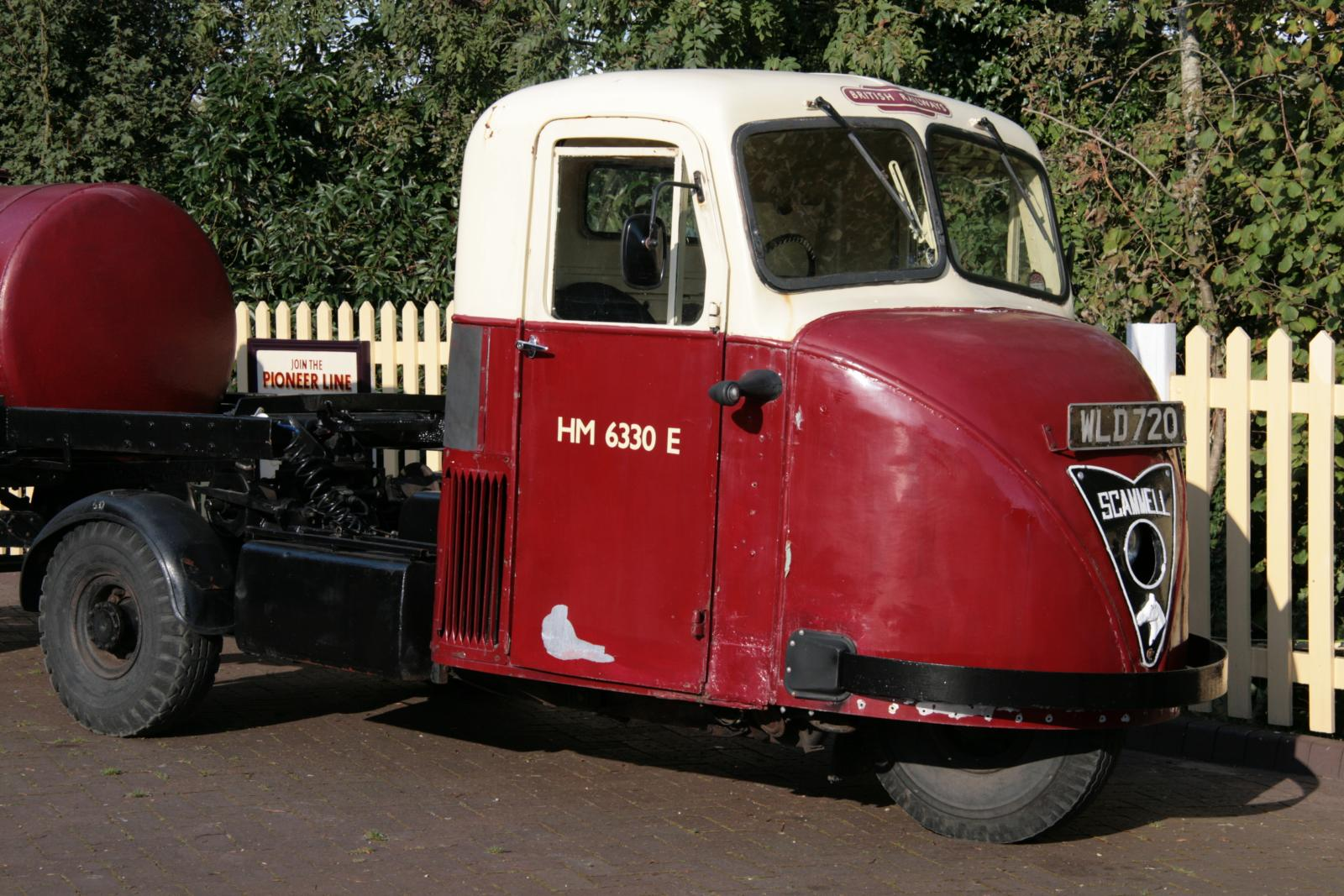
В межвоенные годы трёхколёсными делали даже тяжёлые грузовики.

Первый всплеск популярности трёхколёсных автомобилей пришёлся лишь на период после Первой мировой войны, когда в послевоенной Европе уже появились предпосылки к массовой автомобилизации, но ещё не возникло ни необходимой для массового производства доступных полноценных автомобилей материальной базы, ни достаточно широких кругов покупателей, способных такую технику себе позволить. Временным выходом стали так называемые «мотоколяски», «сайклкары» (англ. Cyclecar) — вид транспорта, занимающий промежуточное положение между мотоциклом и автомобилем. Очень многие из них создавались трёхколёсными в расчёте на максимальное удешевление, часто — с широким заимствованием агрегатов у существующих моделей мотоциклов.
Постепенно их популярность сошла на нет — трёхколёсный транспорт не выдержал конкуренции с первым поколением небольших, но полноценных микролитражных автомобилей, вроде Austin 7 или Fiat Topolino.

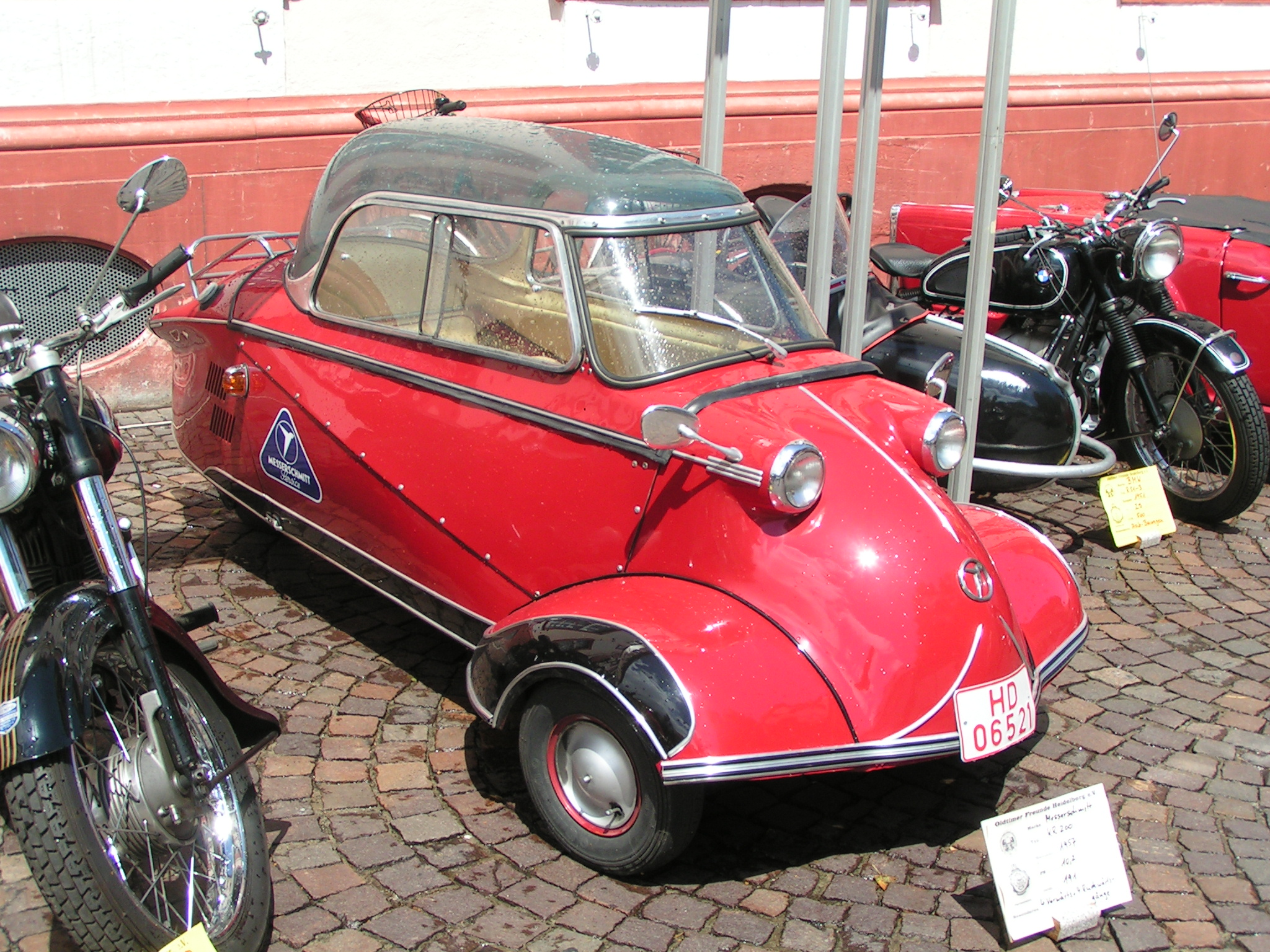
Messerschmitt KR200 — типичный «кабиненроллер».
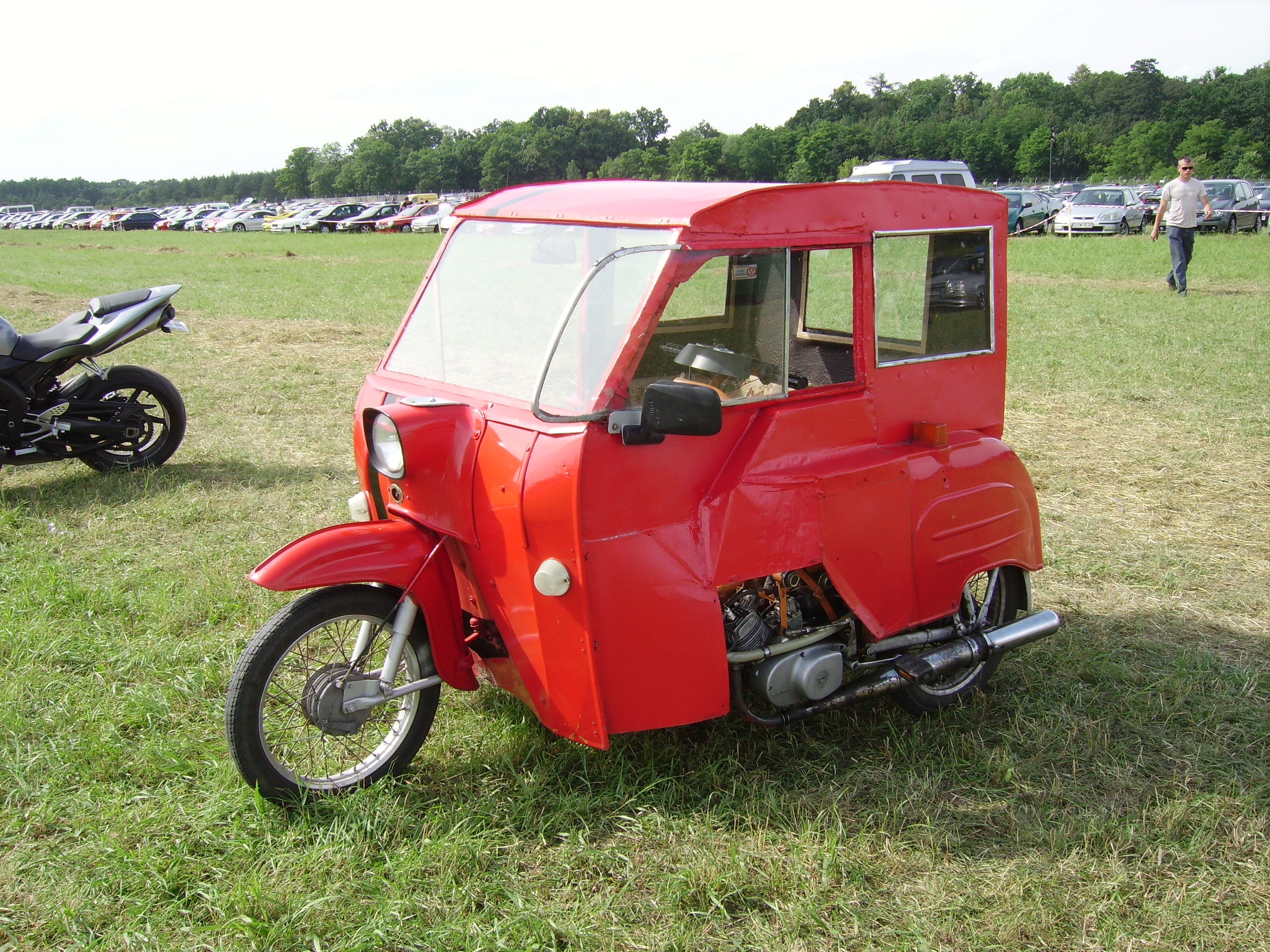
Трёхколёсный автомобиль Simson DUO производства ГДР.

Между тем, уже в конце тридцатых Европу ожидала новая большая война. В разорённой Второй мировой войной Европе тяжело было найти сырьё для производства автомобилей, да и покупателей дорогих в производстве «полноценных» машин было немного. Поэтому у производителей (и их конструкторов) вновь стали вынужденно популярны простые и дешёвые в производстве трёхколёсные машины. «BMW Isetta», «Messerschmitt» — лишь некоторые известные и поныне образцы трёхколёсной техники той поры, особенно популярны они оказались в Германии, где их именовали «кабиненроллер» — мотороллер с кабиной.
В настоящее время в развитых странах такая техника, помимо коммерческих вариантов, производится малыми сериями для любителей автомобильной экзотики как альтернатива мотоциклам и по большей части используется в качестве дорогой игрушки. Стоимость таких устройств аналогична дорогим легковым автомобилям.

### Великобритания
Исторически именно Великобритания была основной «вотчиной» мотоколясок, что во многом было связано со специфическими особенностями налогообложения в этой стране. В силу тех же самых особенностей законодательства практически все они были трёхколёсными, поскольку в законодательном отношении эта категория транспортных средств приравнивалась к мотоциклам с коляской, пользовавшимся существенными налоговыми льготами.

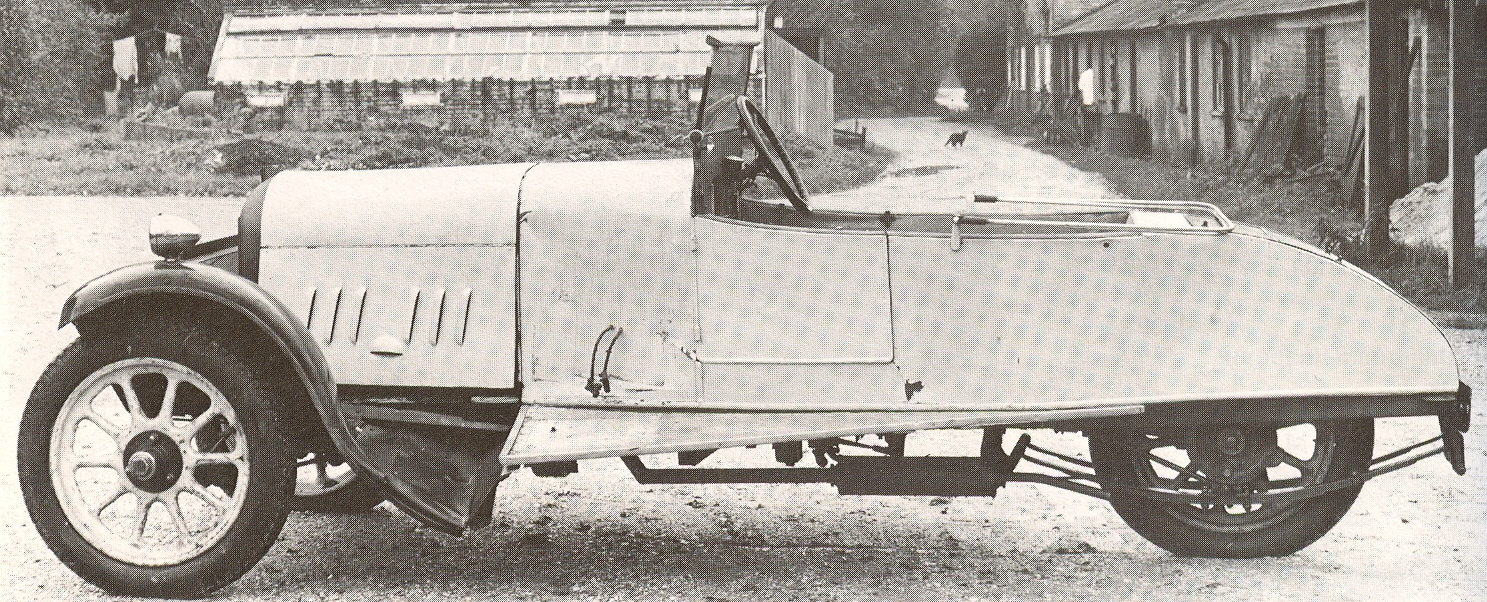
Мотоколяска Castle Three. 1919—1922 годы.

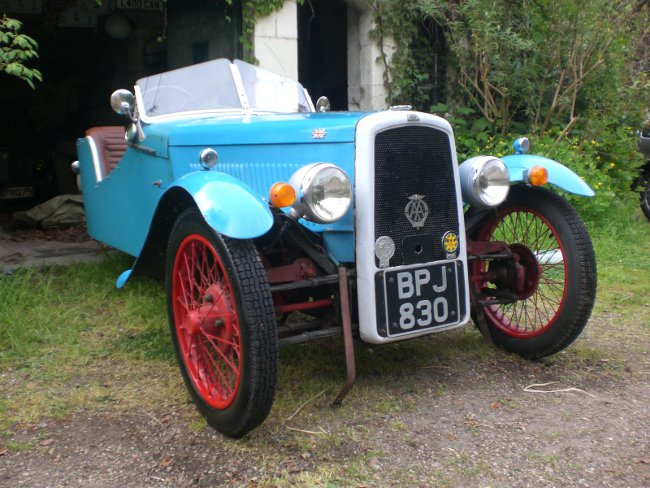
Мотоколяска BSA.

Первый всплеск их популярности пришёлся на межвоенный период, в это время для их обозначения использовался термин Cycle-car — «сайклкар» (циклокар), как раз и означавший гибрид мотоцикла (Motorcycle) и автомобиля (Car). Большинство конструкций этих лет представляло собой предельно обжатое по всем направлениям подобие обычного автомобиля классической компоновки, построенное на мотоциклетных агрегатах, часто — с цепным или даже ремённым приводом на ведущее заднее колесо от поперечно расположенного двигателя. Кузов обычно был открытым, часто выполненным по схеме «тандем» — настолько узким, что в нём размещалось только два человека один за другим. Именно с выпуска такого рода мотоколясок начинала, к примеру, Morgan Motor Company. Выделялась по своему устройству трёхколёсная мотоколяска (сайклкар) оружейной фирмы BSA (1931-33 гг.), в те годы пробовавшей себя в выпуске мототехники — у неё привод осуществлялся на два передних колеса.
В довоенной Великобритании выпускались даже грузовые модели «трёхколёсок» (James Handyvan и другие).

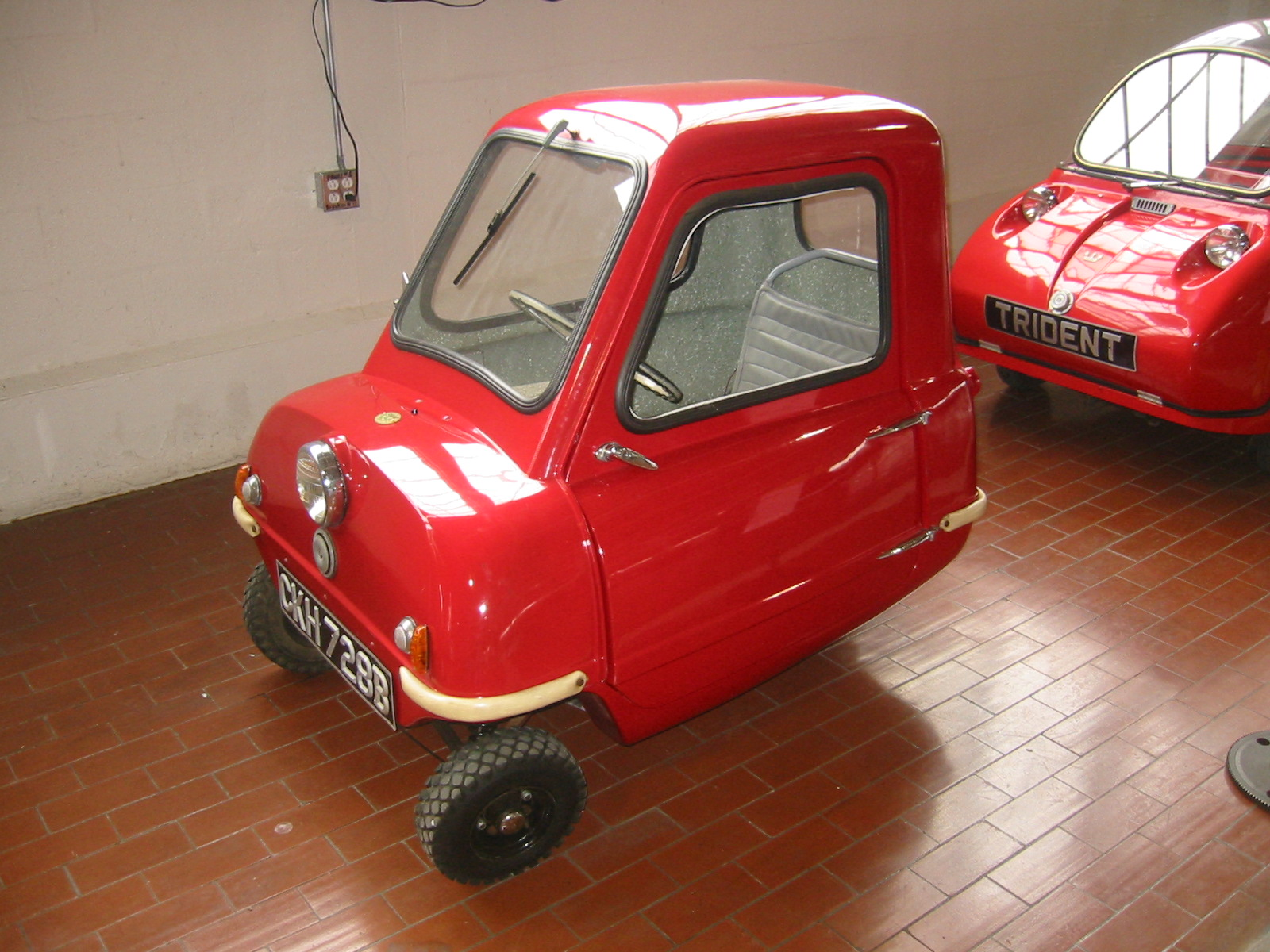
Peel P50 массой 59 кг в настоящее время удерживает рекорд самого маленького серийного автомобиля.

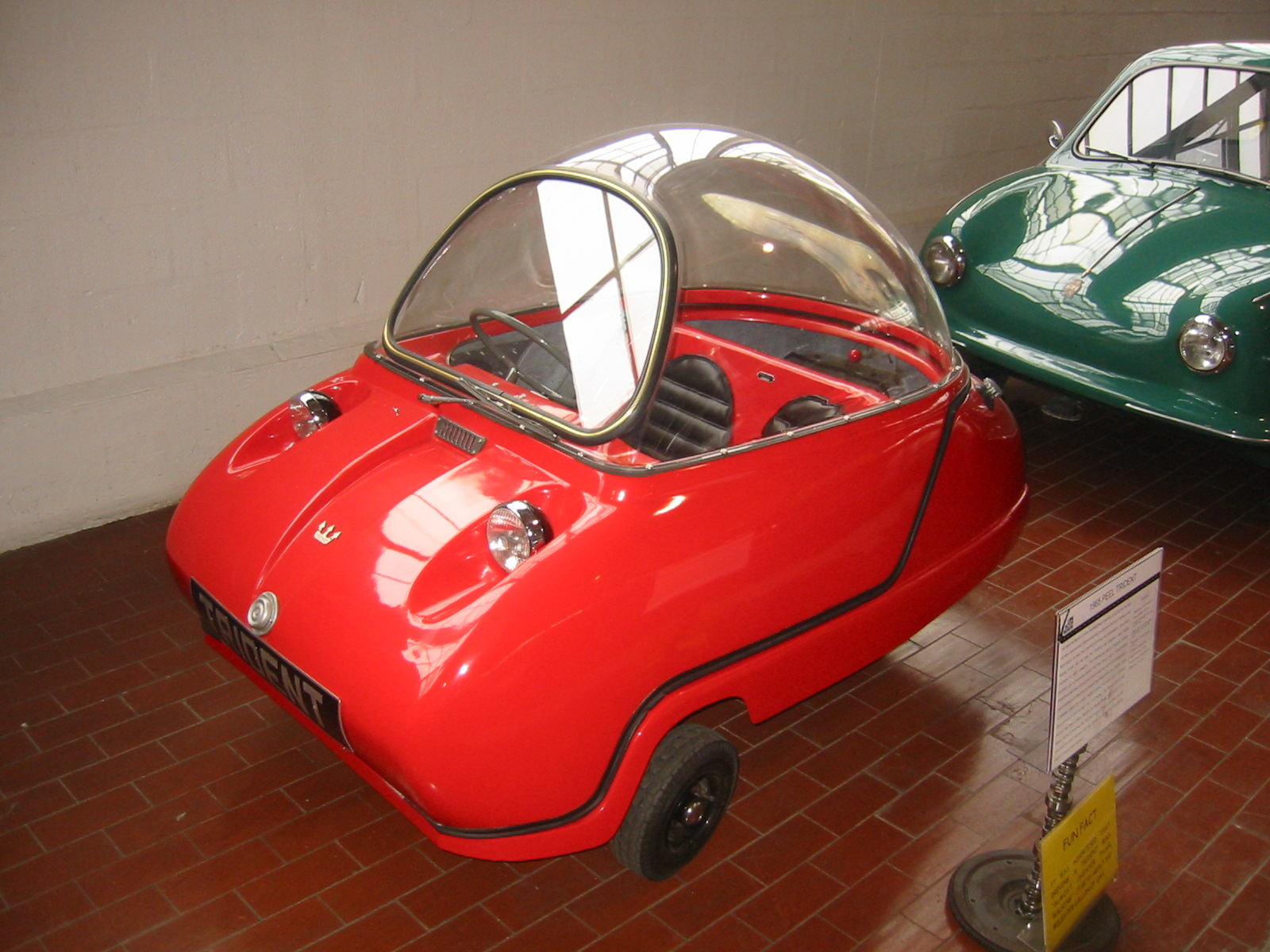
Послевоенная британская мотоколяска Peel Trident с характерным «пузырём» фонаря кабины. Масса: 90 кг.

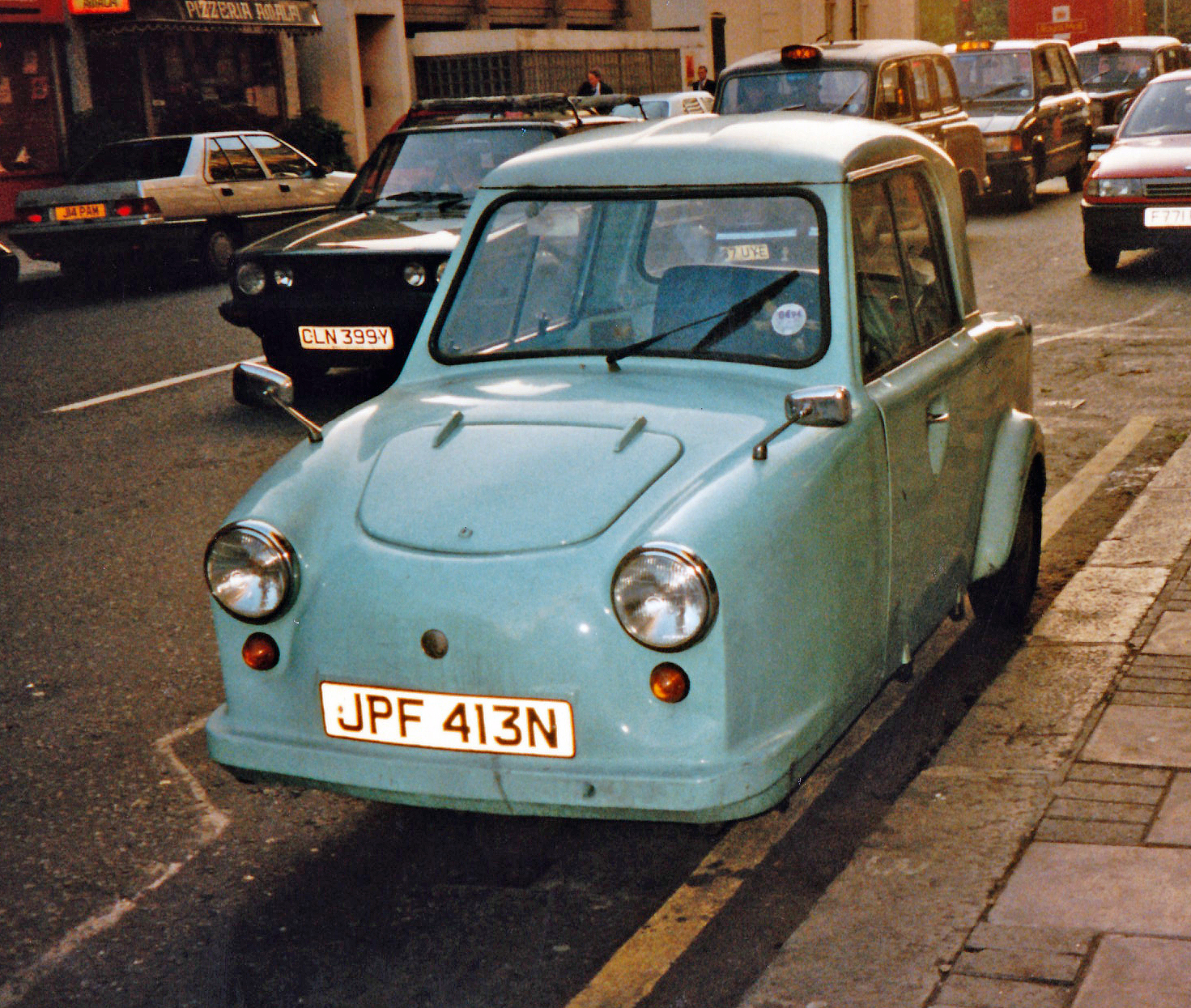
Invacar 1974 года.

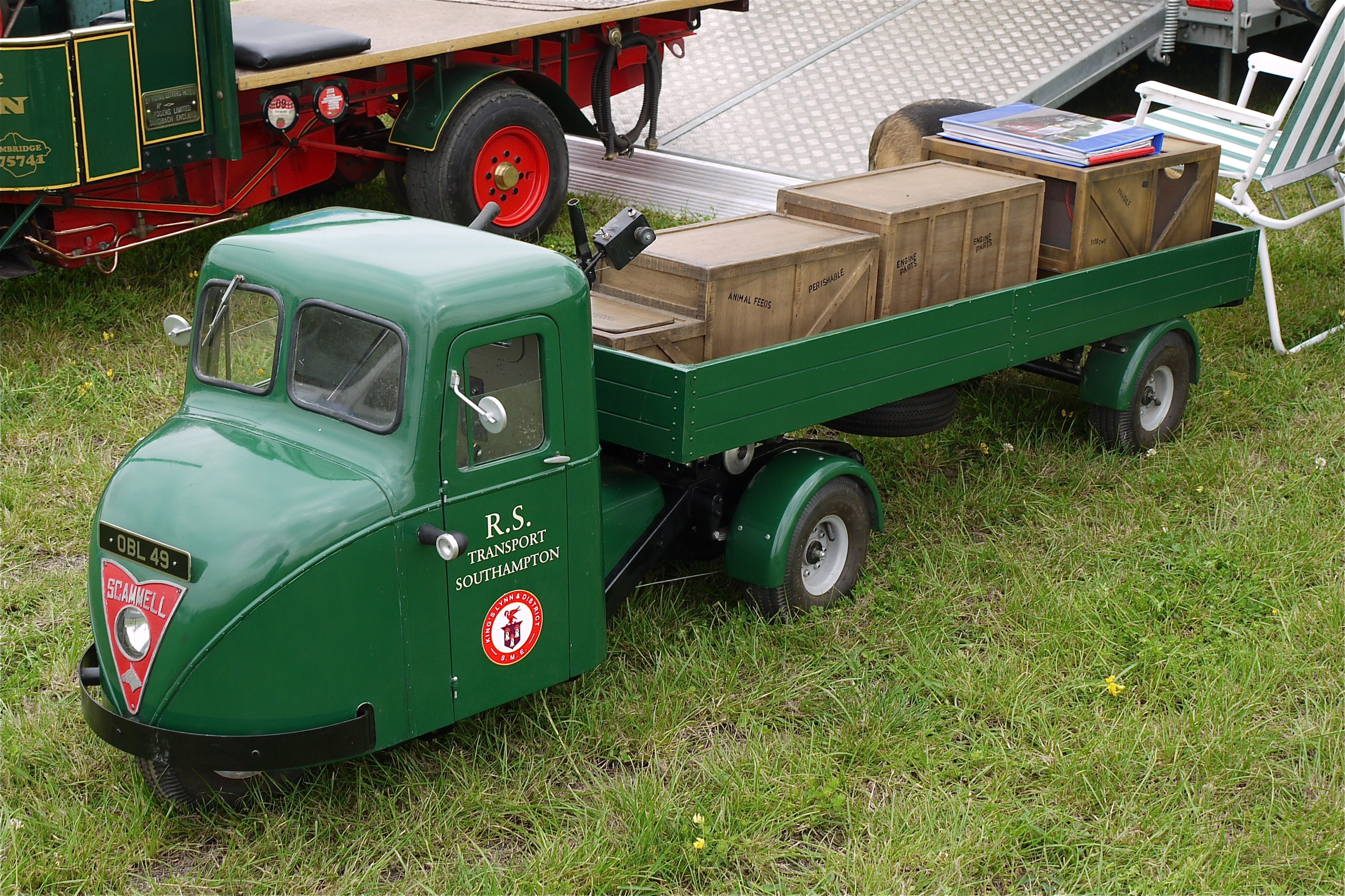
Scammell Scarab.

Второй пик популярности трёхколёсного автотранспорта последовал после окончания Второй мировой войны. В послевоенной Англии существовало множество производителей мотоколясок, таких, как фирмы Bond и Reliant, продукция которых пользовалась достаточно устойчивым спросом вплоть до середины 1960-х годов, когда изменение налогового законодательства сделало владение полноценным легковым автомобилем более доступным. В апреле 1962 года ставка налога на приобретение автомобиля была снижена до 45 % от его стоимости, а в ноябре 1962 — до 25 %, сравнявшись с ранее действовавшей для мотоциклов и трёхколёсных мотоколясок.
Тем не менее, некоторые модели трёхколёсных автомобилей (трициклов, мотоколясок) сохраняли популярность до 1980-х и даже 1990-х годов; например, трёхколёска Reliant Robin выпускалась до 2001 года. Она могла управляться при наличии прав как на мотоцикл, так и на автомобиль, причём регистрировался и облагался налогом «Робин» как мотоцикл.
Трёхколёсные грузовики Scammell Mechanical Horse и Scammell Scarab, выпускавшиеся с 1934 по 1967 год и рассчитанные на работу с полуприцепом, они развернуться буквально «на пятачке», благодаря чему были популярны в некоторых специфических отраслях грузоперевозки.
Как и в СССР, в Великобритании был создан специализированный транспорт для инвалидов — мотоколяска Thundersley Invacar, вплоть до 1977 года выдававшаяся британским инвалидам органами социального обеспечения. В 2003 году трёхколёсный «Инвакар» был запрещён к эксплуатации на британских дорогах общего пользования из-за несоответствия новым нормам безопасности, к этому времени в строю всё ещё находилось около 200 мотоколясок этой модели.

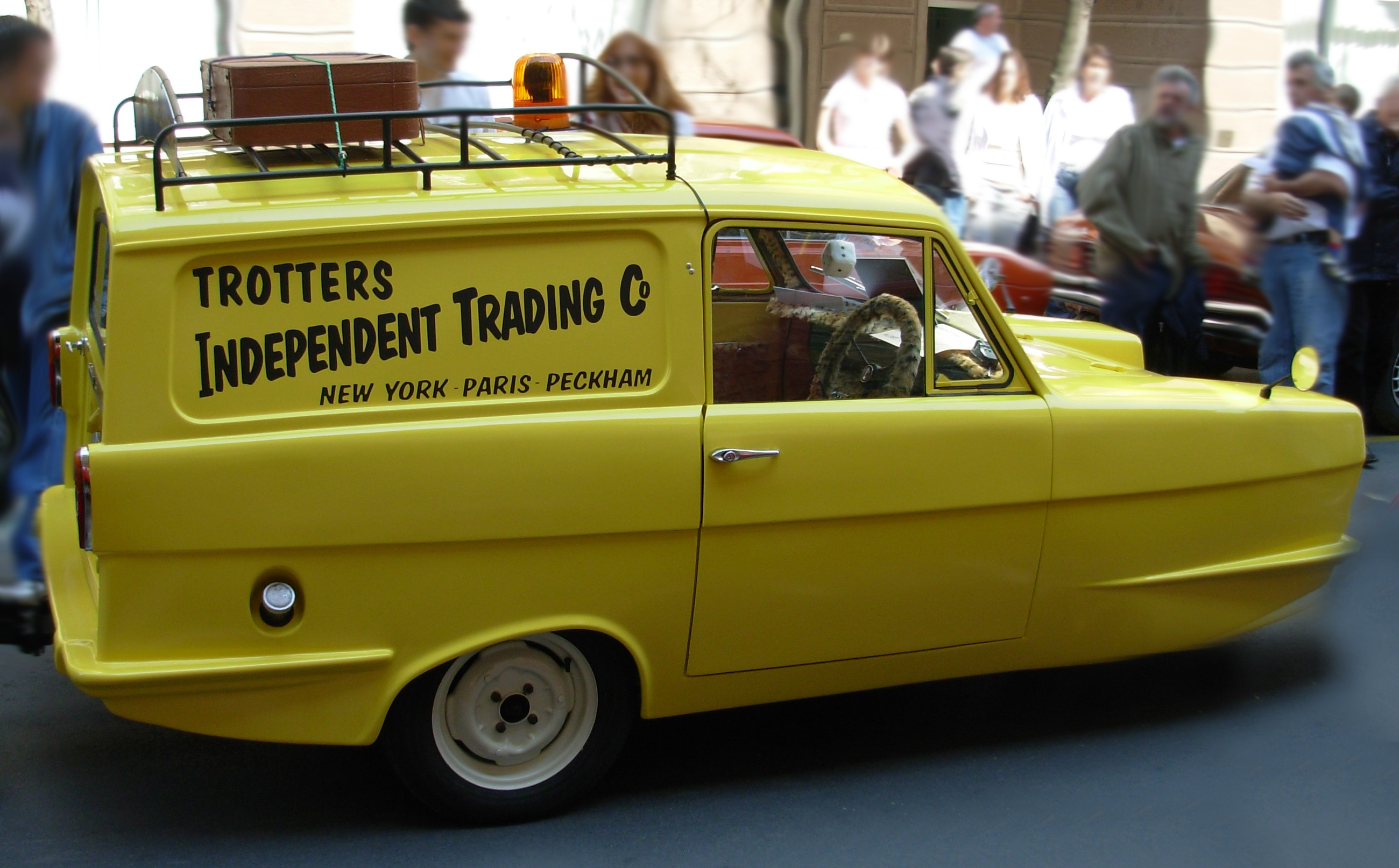
Reliant Regal, окрашенный, как в сериале Only Fools and Horses

### Италия
Грузовые трёхколёсные мотороллеры появились в 1950-х в Италии. Их родоначальником стала модель Piaggio Ape. С 1970-х они распространились, преимущественно в Индии (по лицензии Piaggio их с конца 1960-х начала выпускать индийская фирма Bajaj («Баджадж»)), и примыкающих к ней восточно-азиатских странах. В этих регионах грузовые мотороллеры получили самое широкое распространение в качестве развозных грузовичков (пикапов), будучи максимально унифицированы с таким популярным видом коммерческого пассажирского транспорта как рикши и находясь в нише между грузовыми велосипедами и Велорикшами и обычными четырёхколёсными пикапами и такси. Их популярности прежде всего способствует низкая цена и минимальные налоги, относительная экономичность и манёвренность, что принципиально важно в таких перегруженных городах миллионниках как Дели, Мумбаи, Калькутта, Бангкок и т. д.

### Нидерланды
Производством  трёхколёсных транспортных средств  в XXI веке занималась автокомпания Carver. Особенность модельного ряда - наклоняемый кузов. 

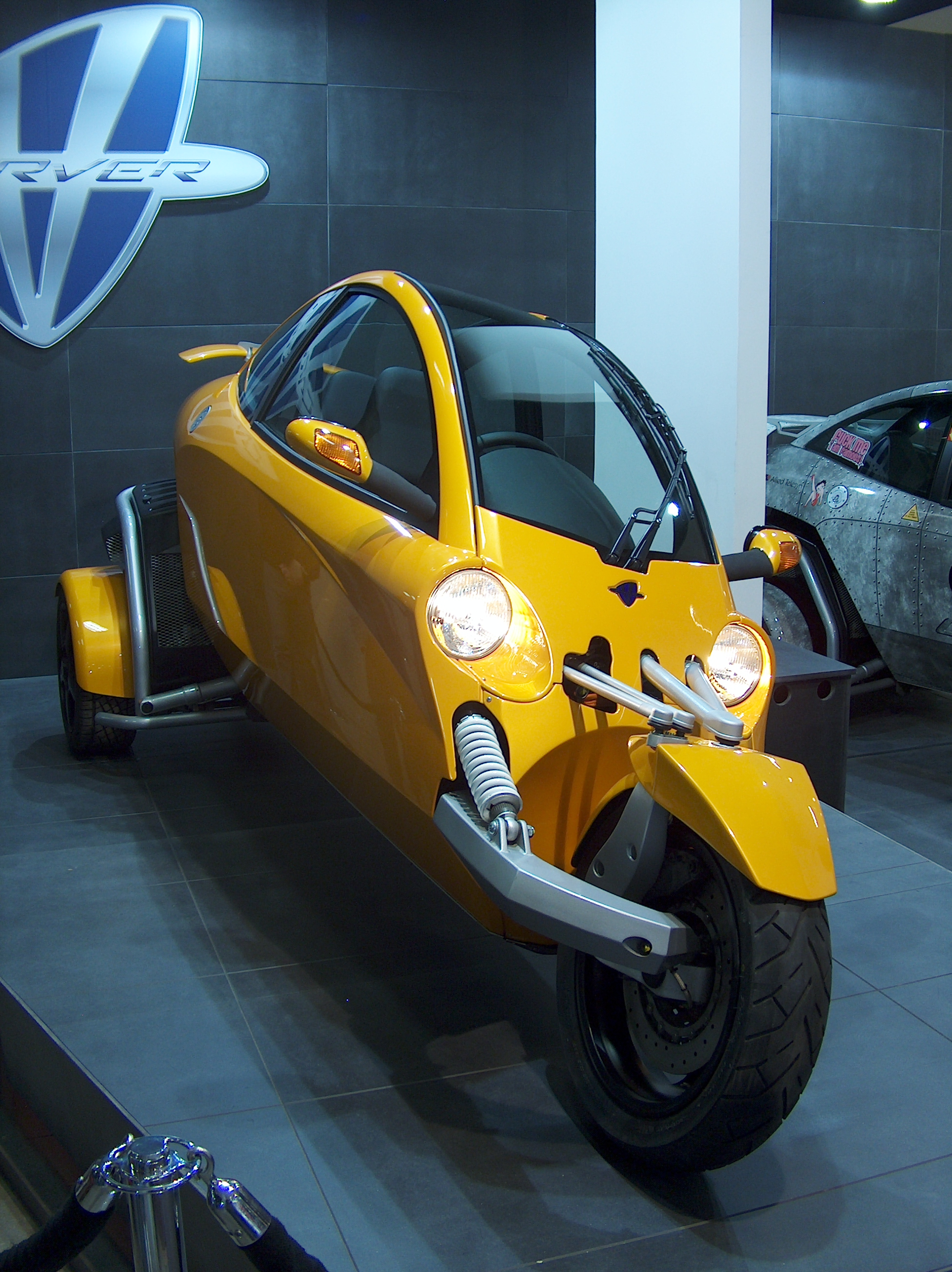
Carver One спереди

### Γреция
Фирма ΜΕΒΕΑ была основана в Афинах в 1960. Фирма выросла до значимого греческого предприятия с двумя заводами на севере Афин.

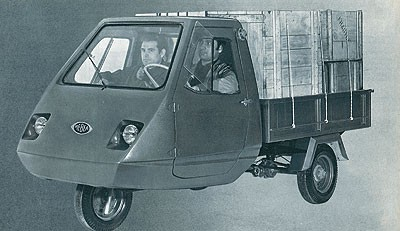
Маленький, но тяговитый: MEBEA ST150 (1970)

Помимо Zündapp и ΜΕΒΕΑ собственной разработки (технологии ΜΕΒΕΑ использовались другим греческим мотопроизводителем — Mego), фирма сотрудничала с британской Reliant, начав лицензионное производство более тяжёлого трёхколёсного грузовика TW9 в 1970 году (используя 1.2-литровый двигатель Triumph) и трёхколёсного легкового автомобиля Robin в 1974, в то время, как автомобиль MEBEA Fox был представлен, как совместная разработка.
В 1979 году MEBEA представила лёгкий утилитарный автомобиль Fox, идя в ногу с тогдашней греческой «модой», как аналог моделей Pony фирмы Namco, и Farma фирмы MAVA-Renault, и других более поздних моделей. Изначально прототип Фокса был разработан и построен самой MEBEA на модифицированном шасси Reliant Kitten, но окончательная разработка была сертифицирована, как совместная с Reliant, с целью обойти трудности, связанные с греческим законодательством о разрешении производства «пассажирских машин». Компания столкнулась с проблемами в начале 1980-х, когда азиатские рынки были потеряны, но финальный крах наступил, когда греческие законы перестали 'поддерживать' лёгкие пассажирские утилитарные машины, по существу убив Fox (и вместе с ним ещё полдюжины аналогичных греческих машин), которых к тому времени продали около 3000 штук. В 1983 производство Фокса было завершено (зато началось в Великобритании, фирмой Reliant), и вскоре MEBEA, компания, с широким ассортиментом лёгких машин и ставшая почти частью греческой культуры, прекратила существование.
греческий производитель лёгких трёхколёсных грузовиков, мотоциклов и легковых машин Alta (Альта, гр. Άλτα) в 1967 была разработана модель A700, трёхколёсный грузовик с двигателем BMW и грузоподъёмностью 800 кг. Грузовик, отличавшийся приятным дизайном и высокой надёжностью, стал одним из самых успешных автомобилей такого типа в Греции. В 1968 Альта разработала трёхколёсный легковой автомобиль, модель Alta A200 (трёхколёсники классифицировались по-разному согласно греческому законодательству). Снабжённый двигателем Heinkel объёмом 200 см³, автомобильчик базировался на немецком Фульдамобиле (Fuldamobil) (также выпускаемым в Греции фирмой Attica по лицензии), но с кузовом собственного дизайна. Компания переехала в новый завод в Элевсин, где работала до 1978 года.

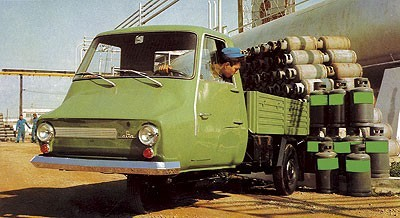
грузовик Alta A700 (1967)
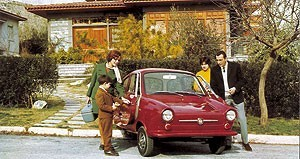
автомобиль Alta A200 (1968-1974)
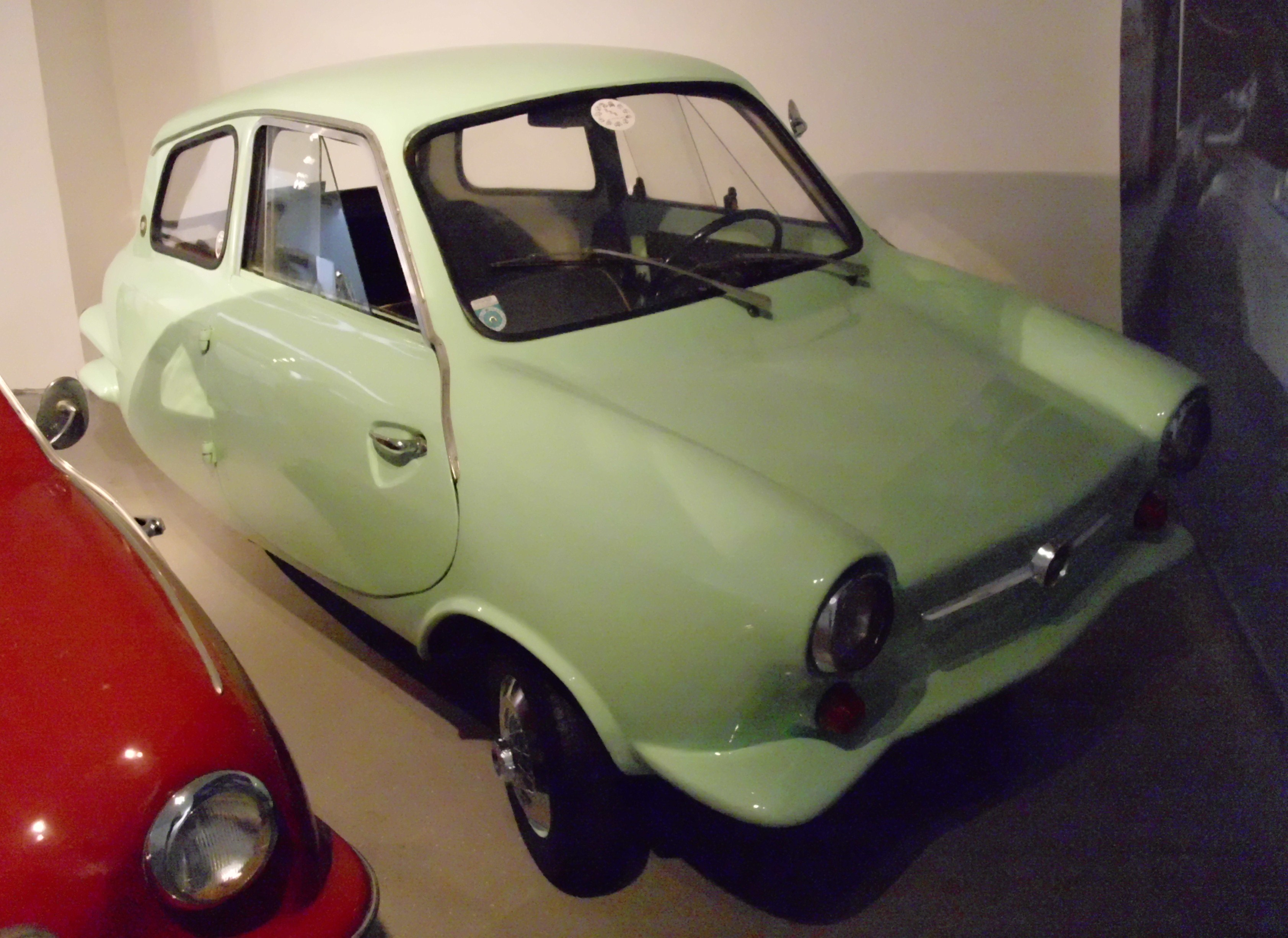
Alta A 200
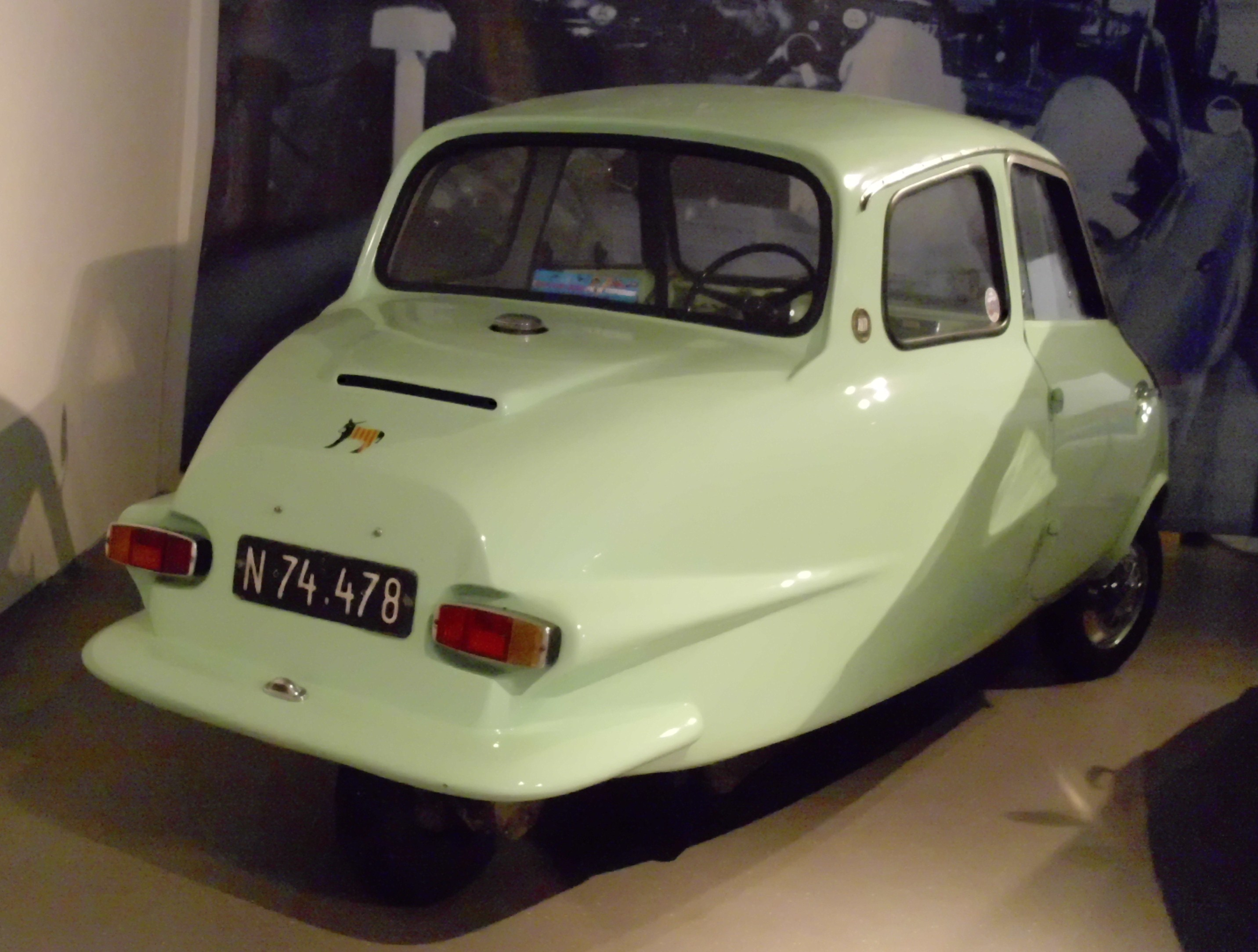
Alta A 200

### В странах Азии
Кабинные версии трёхколёсников с мотоциклетными рулями также относятся к данному типу техники. В 1930-х годах компания Мазда начала выпуск трициклов, во многом копировавших зарубежные образцы. В 1932 году начался экспорт коммерческого трицикла в Китай. Аналогичные машины в годы Второй Мировой войны поставлялись в японскую армию.

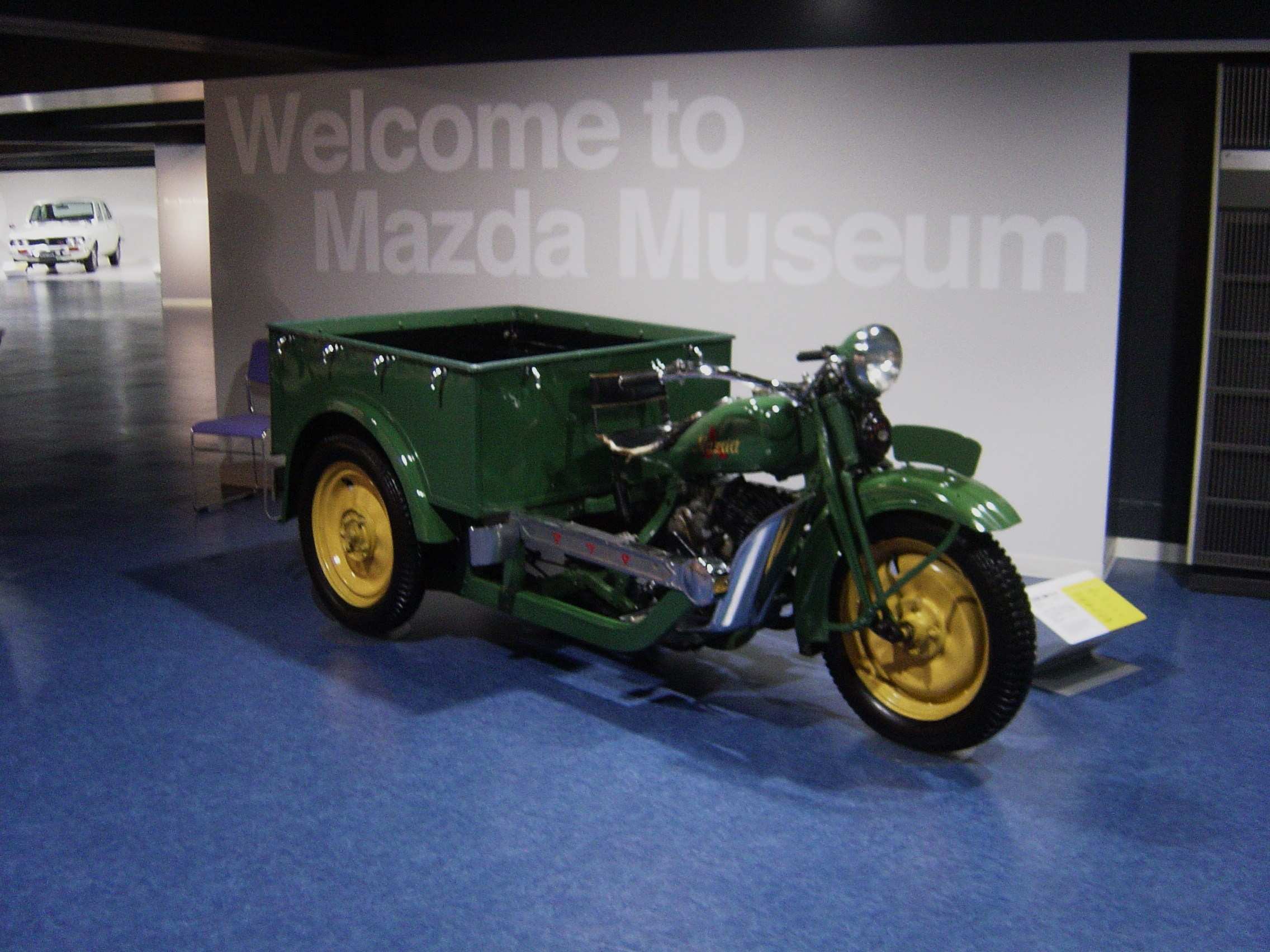
Трицикл Mazda, 1931

 В 1948 году восстановленный после американских бомбардировок завод Mazda вернулся к выпуску трёхколёсных грузовиков.
После 1974 года грузовые трёхколёсные мотороллеры с кабинами были вытеснены из Японии, но начали процветать в Китае, где и поныне существуют даже в виде тяжёлых трёхколёсных грузовиков грузоподъёмностью до 8 т. Однако, в последние годы власти Индии начали борьбу с трёхколёсниками ввиду низкой экологичности их двухтактных двигателей и повышенной аварийности из-за конструктивной неустойчивости, присущей трёхколёсной схеме.

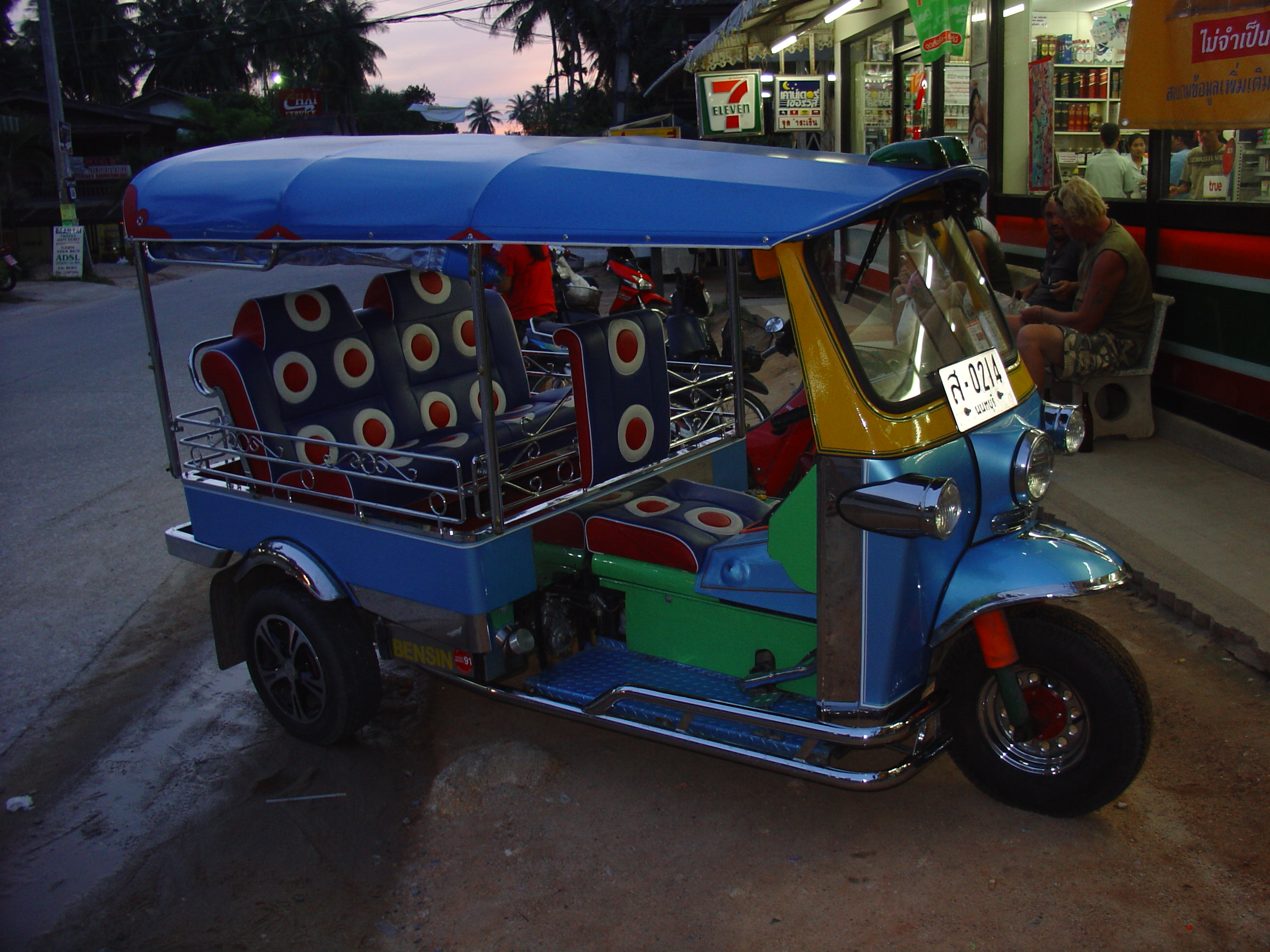
Тук-тук на острове Пханган.
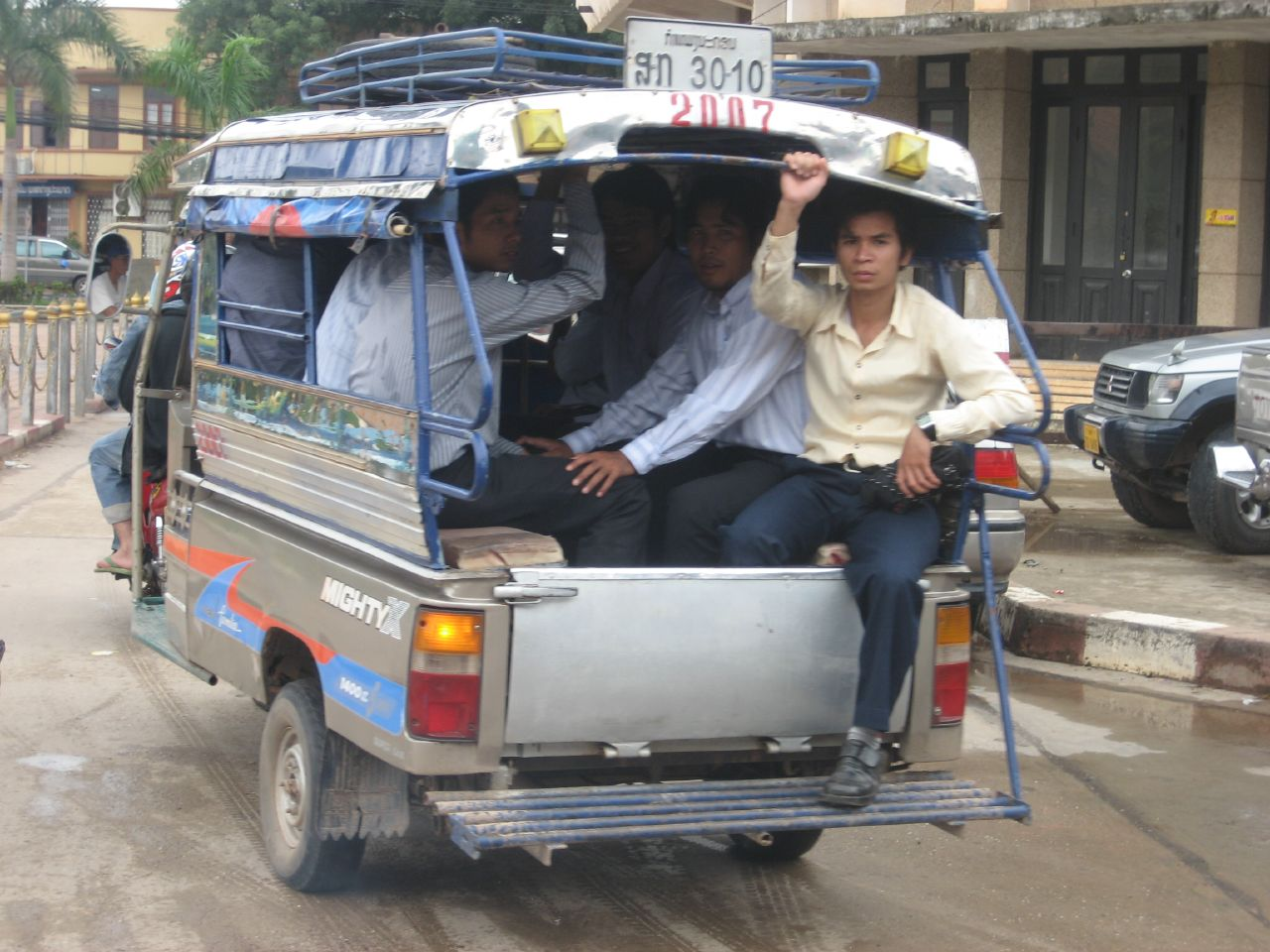
Маршрутное такси - грузовой мотороллер в Лаосе.
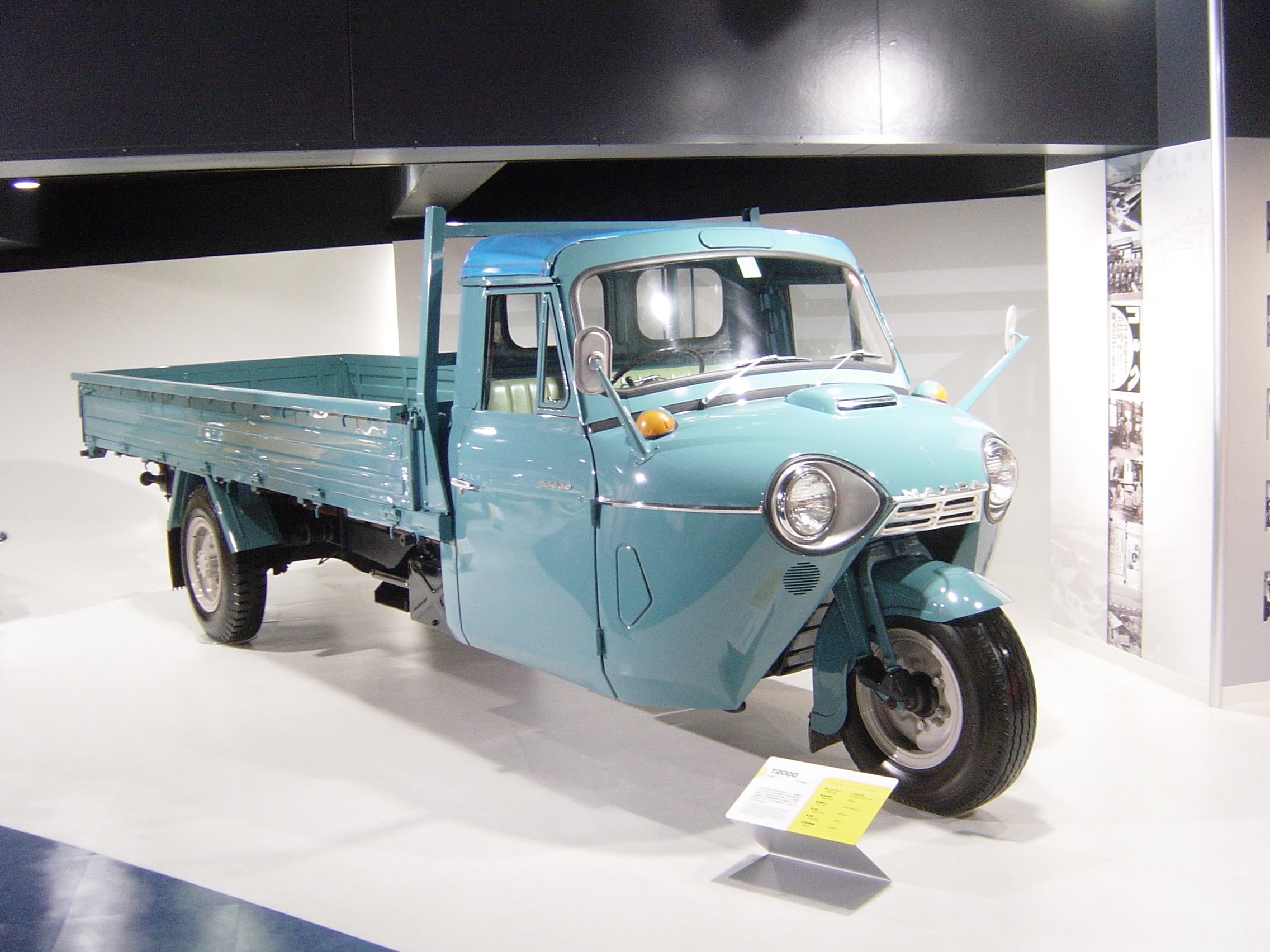
Mazda T2000 (1962—1974).

Типичный грузовой мотороллер оснащается бортовым кузовом с возможностью установки тента. Их грузоподъёмность обычно не превышает 300 кг, но у новых моделей может составлять и до 700 кг. Расход топливной смеси из масла и бензина (или только бензина для четырёхтактных двигателей) колеблется от 3 л на 100 км у современных моделей, до 7,5 л — у моделей, подобных советскому «Муравью». Ряд индийских моделей оснащается и микролитражными дизелями с расходом до 2-2,5 л на 100 км.

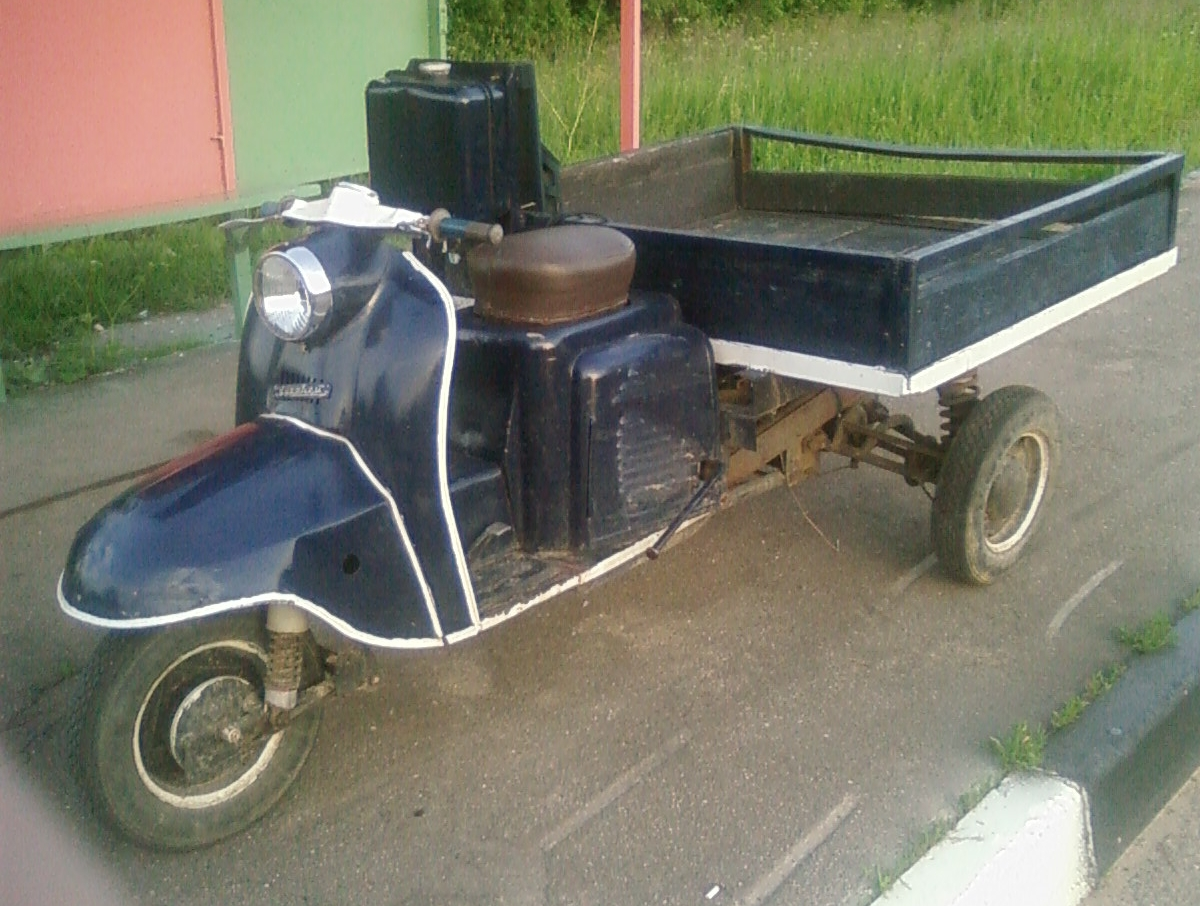
Грузовой мотороллер «Муравей Т-200». Максимальная скорость — 50 км/ч, расход топлива — 5,5-7,5 л/ 100 км, топливо — бензомасляная смесь.

### В СССР и РФ
В конце 1946 года коллектив конструкторов КМЗ совместно с инженерно-техническими работниками третьего цеха Киевского мотоциклетного завода И. Я. Мангедемом, Г. Г. Мазуркевичем и И. Д. Легашовым на базе уже находившегося в производстве мотоцикла К-1Б в сжатые сроки разработали трёхколёсную мотоколяску К-1В. Мотоколяски имели крайне ограниченный ресурс. Пробег до капитального ремонта составлял не более 6—7 тысяч километров. После того как в 1951 году на КМЗ свернули производство мотоколясок, оснастку и документацию передали на Серпуховский мотоциклетный завод (СМЗ). В дальнейшем там был налажен выпуск более совершенных, имевших закрытый кузов, но тоже трёхколёсных мотоколясок для инвалидов Назвали их СМЗ С-1Л. В 1956—1958 году выпускалась модификация С3Л, отличавшаяся от базовой более мощным двигателем. Всего было изготовлено 19 128 мотоколясок С1Л и 17 053 С3Л. СМЗ С3-А сменил на конвейере трёхколёсную мотоколяску СМЗ С-1Л, будучи по сути её четырёхколёсной модификацией.

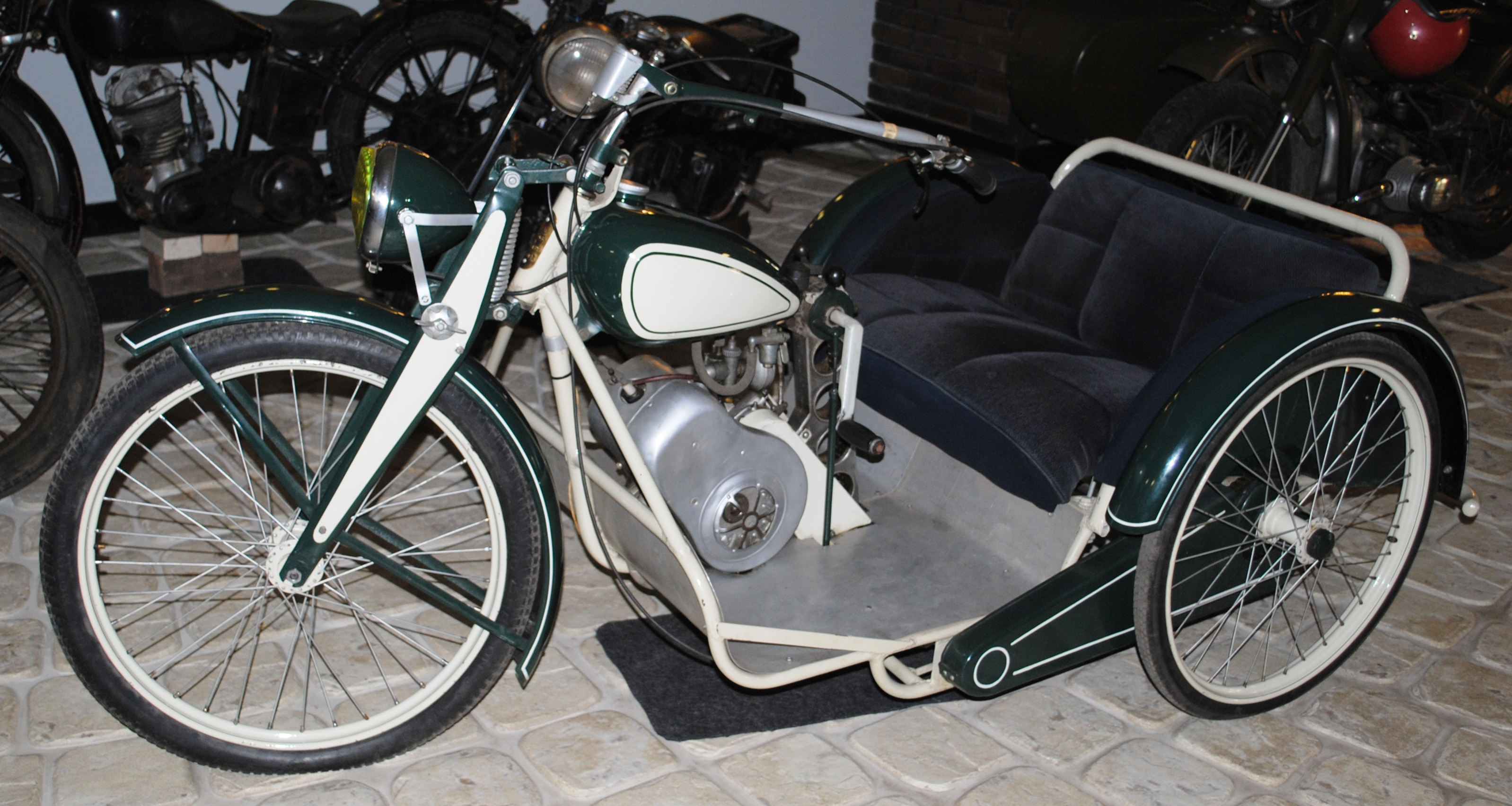
КМЗ К-1В (мотоколяска)

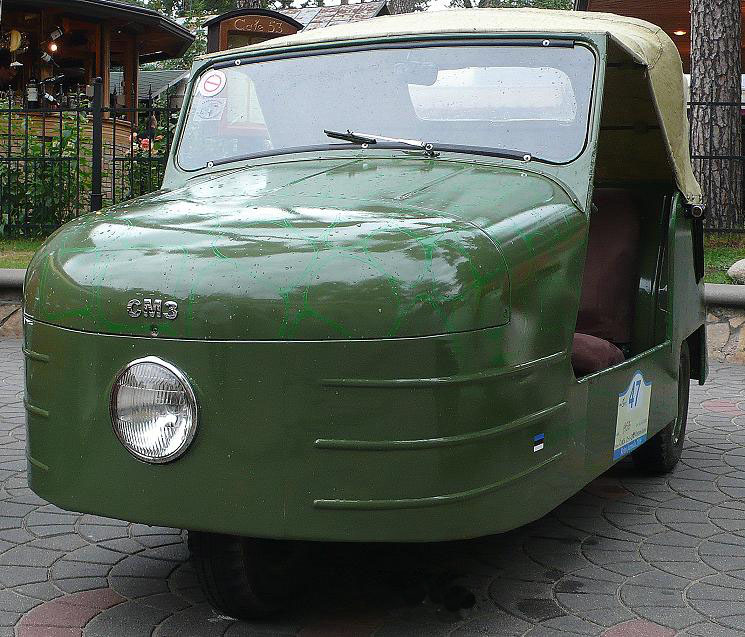

С точки зрения конструкции и эксплуатационных качеств, мотоколяски имели весомые недостатки. Главной проблемой было то, что, будучи по сути своего рода моторизованной инвалидной коляской, не предназначенной для дальних и длительных поездок, в условиях дефицита обычных автомобилей мотоколяски были также наделена частичным функционалом обычного двухместного микроавтомобиля, пригодного для нормальной эксплуатации по дорогам общего пользования. Этот вынужденный неудачный компромисс между полноценным маленьким автомобилем и, по выражению Льва Шугурова, «моторизованным протезом» приводил к тому, что мотоколяски выполняли обе функции одинаково посредственно и по «автомобильным» меркам они имели плохую динамику, недостаточную проходимость из-за маленьких колёс и слабой тяги мотора.
В 1957 году, по инициативе В. С. Манохина и И. Г. Лерманова была разработана конструкция грузового мотороллера на базе узлов Т-200 . Сначала эти машины изготавливались небольшими партиями как межцеховой транспорт для заводов города Тулы . После утверждения проекта в 1959 году экспертным советом Всесоюзной торговой палаты их выпуск начал нарастать.
В СССР грузовые мотороллеры типа «Муравей» пользовались широкой популярностью в сельской местности, главным образом ввиду дешевизны и отсутствия в розничной продаже пикапов и фургонов, вроде Иж-2715 или внедорожников УАЗ-469 (УАЗ-3151). В девяностые годы в связи с массовым обнищанием населения, в особенности в сельской местности, на некоторое время моторизованный транспорт в этой области стал вытесняться гужевым, а впоследствии — уже окончательно — ставшими массово доступными подержанными легковыми и грузовыми автомобилями, а также многоцелевыми мотоблоками с прицепами и минитракторами. Тем не менее, производство «Муравья» на Туламашзаводе было прекращено окончательно лишь в 1999 году, после чего он перешёл на выпуск сельскохозяйственной минитехники. Некоторый остающийся на рынке спрос на подобную технику удовлетворяется за счёт импорта из Китая.

### Галерея

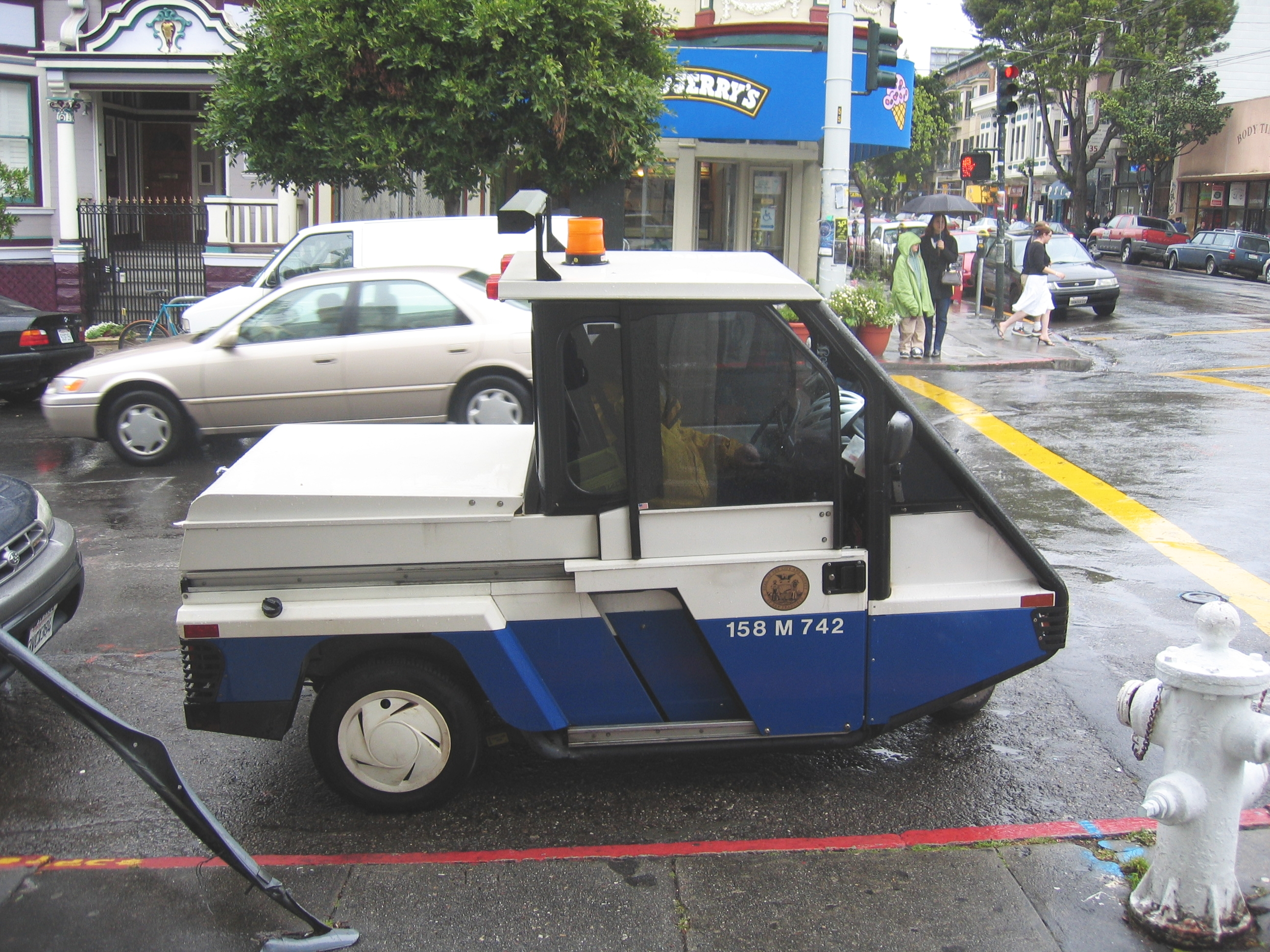
Полицейская машина малых габаритов Go-4 Interceptor, предназначенная для передвижения специалиста по пресечению нарушений правил парковки. Для предотвращения опрокидывания на поворотах она оснащена ограничителем скорости.

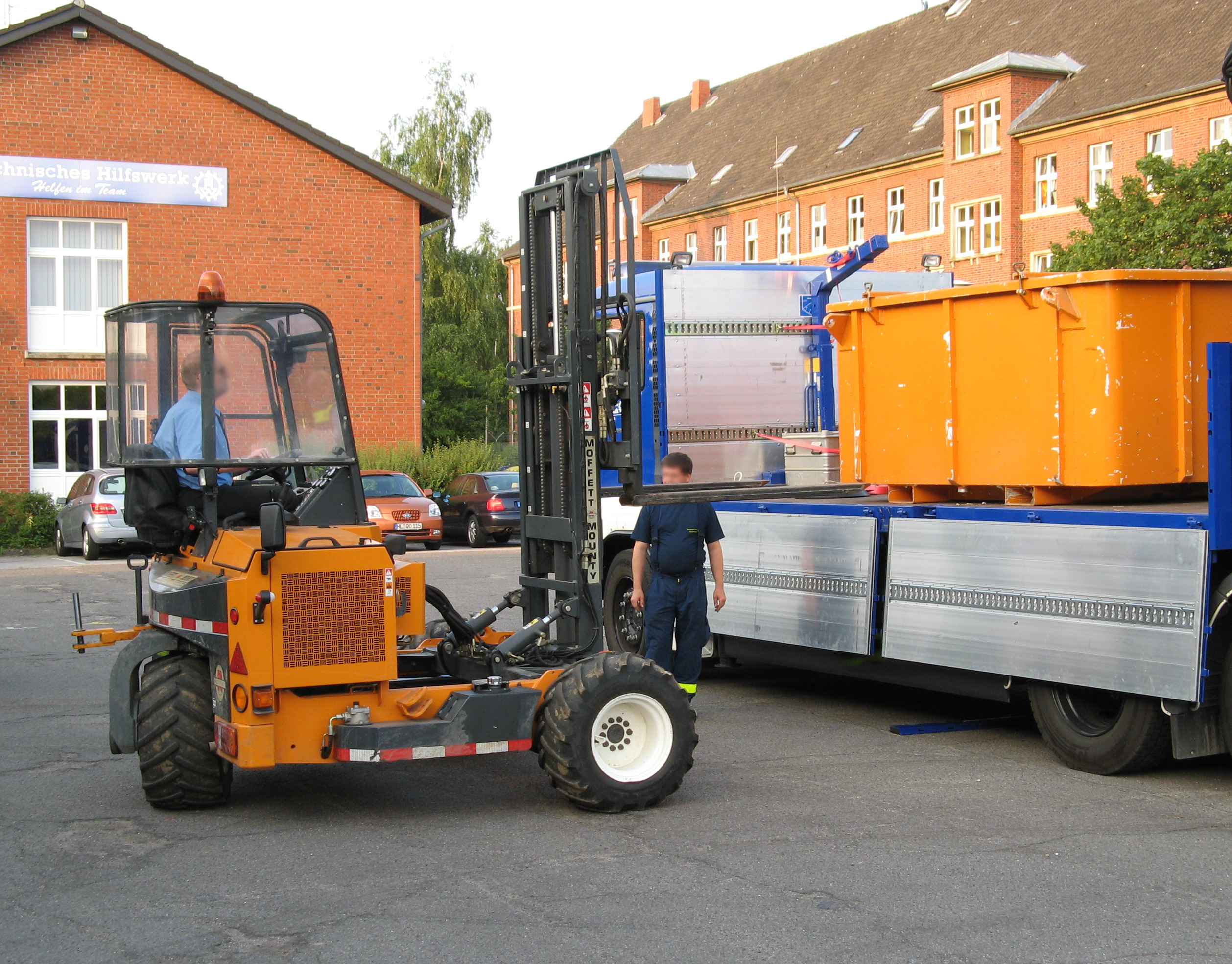
Трёхколёсный Вилочный погрузчик.
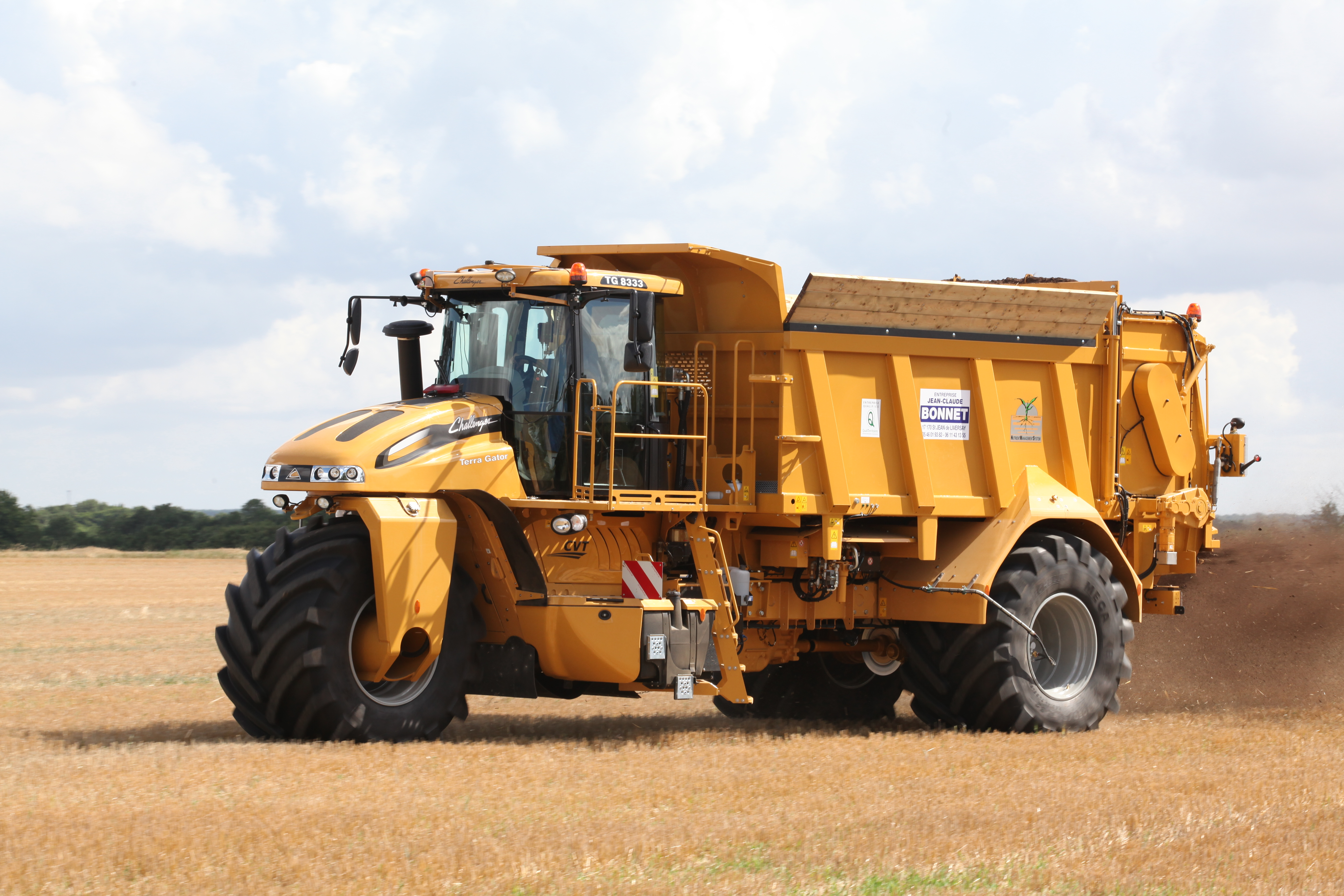
Сельскохозяйственная техника, от которой не требуется высокой скорости, часто выполняется трёхколёсной.
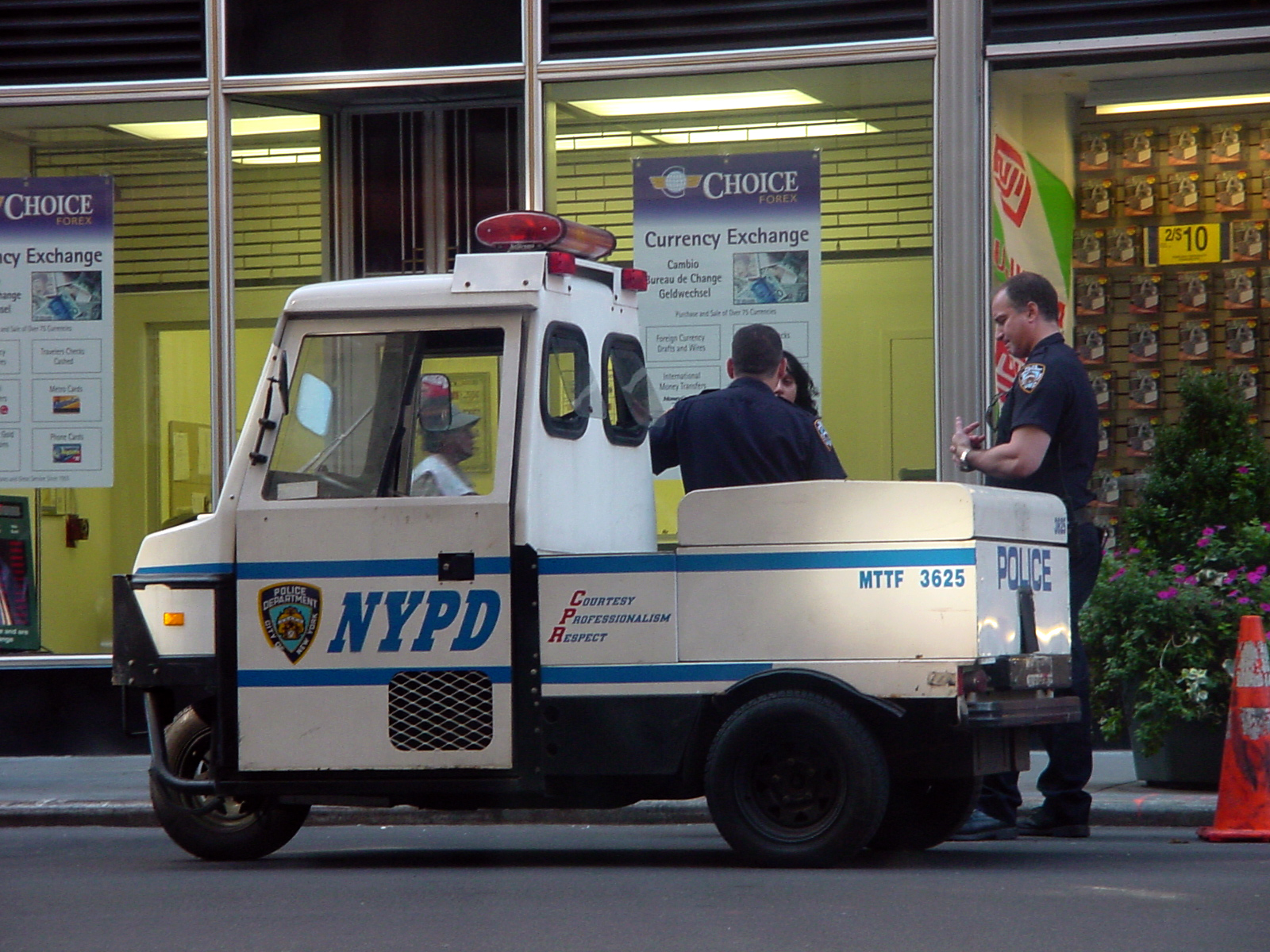
Ещё одна трёхколёсная машина производства компании «Cushman».

По трёхколёсной схеме выпускается также немалое число малоскоростных сельскохозяйственных машин и спецтехники, для которой не требуется хорошей управляемости на высоких скоростях.